# Jean Bodin
Vous lisez un « article de qualité » labellisé en 2018.
Pour les articles homonymes, voir Bodin.
Jean Bodin, né en 1529 ou 1530 à Angers et mort en 1596 à Laon, est un jurisconsulte, économiste, démonologue et théoricien politique français, qui influença l’histoire intellectuelle de l’Europe par ses théories économiques et ses principes de « bon gouvernement » exposés dans des ouvrages souvent réédités. La diffusion du plus célèbre d'entre eux, Les Six Livres de la République, n'a été égalée que par De l'esprit des lois, de Montesquieu. En économie politique, il perçoit les dangers de l'inflation et élabore la théorie quantitative de la monnaie à l'occasion d'une controverse avec Monsieur de Malestroit. Il établit une méthode comparative en droit et en histoire qui fécondera les travaux de Grotius et Pufendorf.
Il met son expertise judiciaire au service de la démonologie : il juge et condamne à mort des "sorciers et des sorcières" (surtout des femmes, accusées de pactiser avec le diable) et préconise leur torture et leur extermination. Son livre De la démonomanie des sorciers est l'un de ses ouvrages les plus populaires (13 éditions) qui aurait joué un rôle dans l'augmentation des poursuites en sorcellerie en France.
Dans Les Six Livres de la République, il est l'un des premiers à établir le concept de la souveraineté qui inspirera Hobbes et Locke. Il pose également les fondements théoriques de la monarchie absolue — puissance de commandement, puissance absolue, puissance indivisible, puissance perpétuelle — et les notions juridiques relatives à la souveraineté des États. Par son influence sur le cardinal de Richelieu et ses juristes, Bodin peut être considéré dans une certaine mesure comme l'un des fondateurs de l'absolutisme à la française. Parmi ses autres apports, figurent également l'encadrement des attributions des juges et de l'administration ainsi que l'établissement de distinctions fondamentales entre État et gouvernement.
Esprit moderne à certains égards, Bodin est toutefois susceptible de déconcerter les lecteurs actuels à la fois par son traité de philosophie de la nature, qui accorde beaucoup de poids à l'arithmologie et à l'astrologie, par un traité de démonologie qui a contribué directement à la répression de la sorcellerie et par son traité Les Six livres de la République qui justifie la domination de l’homme sur la femme et sa nécessaire exclusion du trône.
Alors que les guerres de religion dévastent la France, il se fait l'avocat de la tolérance religieuse, notamment par son opposition à une initiative royale qui voulait lever des fonds pour reprendre la guerre contre les huguenots. Il a aussi défendu l'idée de tolérance dans ses écrits, tout particulièrement dans le Colloquium heptaplomeres, resté à l'état de manuscrit, où il fait dialoguer sept sages de confessions différentes.

## Biographie

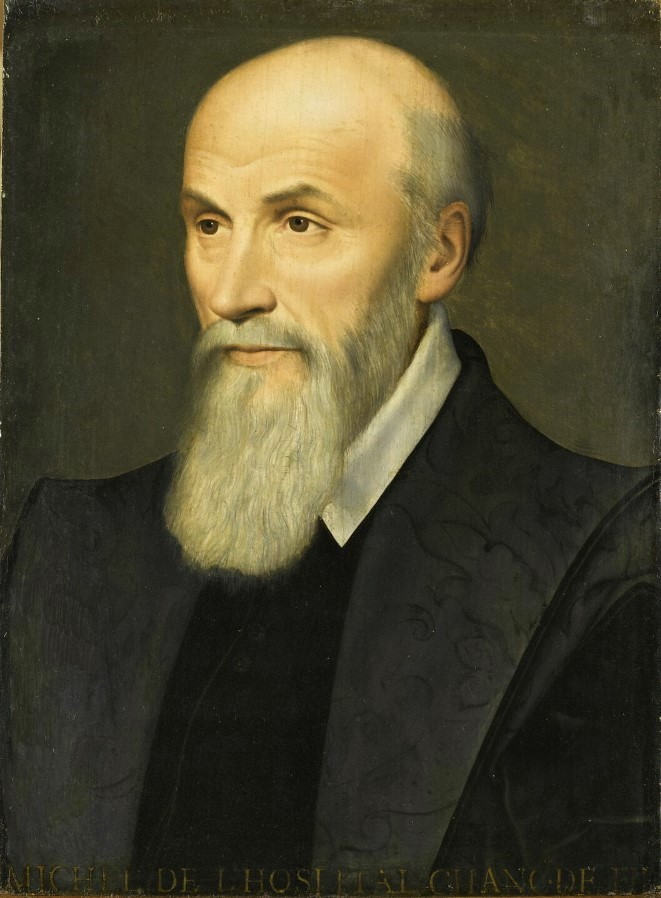
Bodin bénéficiera de l'appui de Michel de l'Hospital (1507-1573) qu'il a connu à Toulouse. École française, musée du Louvre, 1550-1600.

### Années de formation
Contemporain de Michel de Montaigne et de Nostradamus, Jean Bodin est né à Angers — d'où le nom qu'il se donnait parfois de Jean Bodin Angevin —, entre juin 1529 et juin 1530. Il est le quatrième d'une famille de sept enfants. Son père, Guillaume Bodin, négociant et maître couturier, est établi dans une maison bourgeoise de la rue Valdemaine, près d'une auberge à l'enseigne de Saint-Julien ; il sait signer, ce qui était assez inhabituel à l'époque. Sa mère s'appelle Catherine Dutertre, dont un parent, René Dutertre, est procureur du couvent des carmélites d'Angers. Contrairement à ce que l'on a parfois affirmé, aucun de ses parents n'est de confession juive.
Le jeune Jean Bodin reçoit une formation chez les Carmes à Angers. Après avoir prononcé ses vœux, il entre comme novice, en 1545, au couvent des Grands Carmes de Paris pour y étudier la philosophie sous la direction de Guillaume Prévost. Cet établissement était proche du Collège de Presles où enseigne alors Pierre de La Ramée, ainsi que du Collège des quatre langues, où Bodin pourrait avoir étudié l'hébreu avec Jean Mercier, disciple de François Vatable, qui a également enseigné à Jean Calvin. Il s’y imprègne aussi bien de la scolastique médiévale que de l’humanisme de la Renaissance. Il apprend aussi le grec avec Adrien Turnèbe, qu'il a été plus tard accusé d'avoir plagié dans sa traduction latine en vers de la Cynegetica d'Oppien (1555), mais il s'en est défendu vigoureusement. Le couvent était situé sur la place Maubert, où Bodin pourrait avoir été témoin de l'exécution de l'humaniste Étienne Dolet en 1546 pour avoir publié des livres hérétiques.
En 1547-1548, il semble avoir été impliqué dans un procès pour hérésie. Toujours est-il que, vers 1549, il est libéré de ses vœux monastiques grâce à l'intervention de l'évêque d'Angers, Gabriel Bouvery.
Après un séjour à Nantes en 1549, il va à Toulouse, où il étudie le droit puis devient professeur de droit romain. Durant cette période, il fait connaissance avec Cardan et Auger Ferrier ainsi qu'avec des juifs qui ont fui l'Espagne et qui l'initient à la cabale et au néoplatonisme. Il rédige alors divers traités — de imperio, de jurisdictione, de legis actione, de decretis, de judiciis — dont il demande dans son testament qu'ils soient tous brûlés. En 1559, il publie un traité sur l'éducation, Oratio de instituenda in republica juventute afin d'appuyer sa candidature à la direction du collège de l’Esquile à Toulouse, mais sans succès. Il s'est lié durant cette période toulousaine avec des personnages influents, tels Guy Du Faur de Pibrac et Michel de l'Hospital, qui l'aideront plus tard à pénétrer dans les sphères d'influence.
Il regagne Paris en 1561, où il exerce la fonction d'avocat alors que commence en France la terrible période des guerres de Religion, mais il n'est pas doué pour le barreau.

### Conseiller des princes

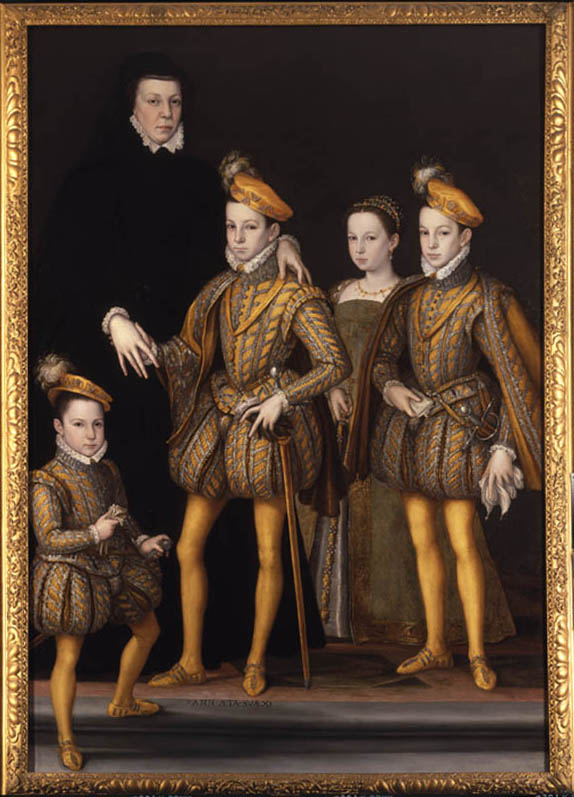
Catherine de Médicis et ses enfants vers 1561 : François de France, le roi Charles IX, Marguerite et Henri d’Anjou. Atelier François Clouet, vers 1561, collection particulière.

Le massacre de la Saint-Barthélemy auquel Bodin réussit à échapper de justesse. Tableau de François Dubois, vers 1572-1584, Musée cantonal des Beaux-Arts de Lausanne.

En 1562, il est avocat au Parlement de Paris. En 1566, il publie sa première œuvre importante, la Methodus ad facilem historiarum cognitionem (« Méthode pour un apprentissage aisé de l'histoire »). L'ouvrage connaît un tel succès qu'il nécessitera une seconde édition augmentée en 1572.
En 1567, il est substitut du procureur du roi à Poitiers. En 1569, il est arrêté et incarcéré à la Conciergerie « pour fait de religion » et reste emprisonné jusqu'en août 1570. Participant volontiers à des débats d'idées, il publie en 1568 une Réponse aux paradoxes de M. de Malestroict touchant l’enrichissement de toutes choses et le moyen d’y remédier. Cette controverse est restée célèbre, car elle « introduit l'économie en politique » en offrant une première description du rôle dynamique de la monnaie, suffisamment précise pour que beaucoup y voient le premier exposé d'une théorie quantitative de la monnaie.
Cette expertise attire l'attention de Charles IX, qui, en 1570, le nomme commissaire à la réforme des forêts de Normandie. Bodin s'acquitte de cette tâche avec zèle, poursuivant sans relâche les spoliateurs du royaume contre lesquels il intente jusqu'à quatre cents procès.
En 1571, il est nommé maître des requêtes et conseiller du duc d'Alençon, François de France. Il occupera cette fonction jusqu'à la mort de ce dernier en 1584. Le jeune duc est alors chef du parti des Malcontents, qui regroupe les opposants à la politique royale et prône la tolérance religieuse. Suspect d'accointances avec les huguenots, Bodin échappe de justesse au massacre de la Saint-Barthélemy (1572), peut-être grâce à la protection de Jacques-Auguste de Thou.
En 1573, il est membre de la délégation qui accueille les ambassadeurs polonais venus à Metz saluer leur nouveau roi, Henri, duc d'Anjou. Il rédige à cette occasion la Harangue prononcée par l'évêque de Langres, Charles des Cars. En 1574, il est soupçonné d'avoir participé à la conjuration des Malcontents menée par La Môle et Coconas.
En 1576, il épouse, à Laon, Françoise Trouillard, riche veuve dont le frère Nicolas Trouillard est procureur du roi et dont plusieurs parents sont au service du duc d'Alençon. La même année voit la publication de son œuvre majeure, Les Six Livres de la République, un ouvrage fondamental de philosophie politique, qui sera souvent réédité.
En raison de son immense érudition — « il se souvenait de tout ce qu'il avait lu» —, sa conversation est recherchée par le roi Henri III. De 1576 à 1579, il est membre de l'Académie du palais, première incarnation de l'Académie française, qui se réunit deux fois par semaine en compagnie du roi. Il y siège en compagnie des poètes Guy Le Fèvre de La Boderie et Pontus de Tyard.
Délégué par le Tiers état du Vermandois aux États généraux de Blois de 1576, il s'oppose vivement à la reprise de la guerre contre les huguenots, préconisée par Pierre de Versoris. Alors que Henri III voulait se procurer des fonds pour cette guerre par aliénation d'une partie du domaine royal, Bodin convainc le Tiers état de s'y opposer afin de ne pas nuire au peuple en aliénant le bien de la nation. Cette ferme opposition lui fait perdre la faveur royale et est peut-être à l'origine d'une enquête menée en 1577 sur ses antécédents chez les Carmes, trente ans plus tôt. Pour défendre ses actions et justifier son opposition à l'imposition par la force de la religion catholique, il publie un Recueil de tout ce qui s'est negotié en la compagnie du tiers Estats de France (1577).
Il publie ensuite une réflexion sur l'essence du droit, Iuris universi distributio (1578), qui complète l'édifice théorique amorcé avec la République : « En présentant une théorie juridique et politique de l’Etat, Bodin, indirectement, apporte une contribution essentielle à la formation du droit international public contemporain. »
Ayant eu à instruire en tant que juge un procès contre Jeanne Harvilliers, accusée de sorcellerie, il rédige De la démonomanie des sorciers (1580), sorte de guide à l'intention des tribunaux dans lequel il réclame des peines sévères contre toute personne accusée de sorcellerie.

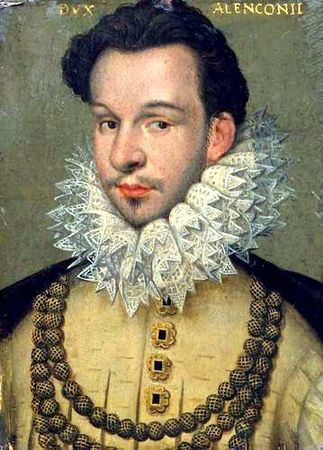
François de France (1555-1584), vers 1577, par Nicholas Hilliard, Victoria and Albert Museum. Bodin est attaché au duc d'Alençon de 1571 à 1584 et a participé pour lui à plusieurs ambassades.

En 1581, il accompagne en Angleterre François de France afin de négocier son mariage avec la reine Élisabeth Ire,. Il rencontre notamment le célèbre John Dee, mathématicien, astronome, astrologue, géographe et occultiste. Il a aussi la surprise d'apprendre que l'université de Cambridge utilise son ouvrage Les Six Livres de la République, ce qui l'incitera à en faire une traduction latine afin de le rendre plus accessible aux lecteurs étrangers.
En 1583, il accompagne encore François aux Pays-Bas espagnols, où ce dernier devient comte de Flandre et duc de Brabant. Bodin rencontre à cette occasion Guillaume d'Orange et le cartographe Abraham Ortelius. Fait prisonnier lors de la malavisée attaque d'Anvers, à laquelle il s'était opposé, il est rapidement libéré.
À la mort de François de France (1584), il se retire à Laon, devient conseiller du roi de Navarre et conseiller juridique du marquis de Moy. En 1586, ayant prédit la mort d'Élisabeth Ire, il est soupçonné d'avoir participé au complot de Babington. Dénoncé à deux reprises comme hétérodoxe, son domicile est perquisitionné en 1587 et plusieurs de ses livres sont brûlés. À la suite de la mort de son beau-frère en 1587, il devient procureur du roi. En 1589, reniant ses opinions antérieures, il pousse Laon à se déclarer pour les Ligueurs. Devenu suspect à tous les partis, il est de nouveau accusé d'hérésie : son domicile est perquisitionné en 1590 et ses livres sont brûlés publiquement. En 1593, il rompt avec la Ligue et incite les habitants à reconnaître Henri IV comme roi de France. En 1594, il accueille les troupes royales dans la ville.
Ses recherches le poussent vers une synthèse des connaissances, qui débouche sur un livre publié en latin Universae naturae theatrum (« Théâtre de la nature universelle ») (1596).
Il meurt de la peste à Laon en 1596. Il a eu deux fils, Jean et Elie, tous deux morts avant d'avoir atteint l'âge adulte, et une fille mentalement retardée, sur l'éducation desquels il a laissé une Épître à son neveu (novembre 1586) faisant état de sa méthode pédagogique, ainsi qu'un recueil de maximes morales, Sapientiae moralis epitome (1588).

## Positions théoriques
Dès son jeune âge, Bodin s'était donné pour objectif de « s'assimiler les principales connaissances de son temps et dominer les grandes disciplines philosophiques et scientifiques afin d'atteindre […] la contemplation métaphysique. » Il développe à travers ses livres quelques thèmes constants, telles la théorie des climats, la définition de la République comme un gouvernement légal et l'harmonie du monde intelligible créé par le « grand Dieu de la nature » qui a doté l'humanité du libre arbitre.

### Methodus: Principes de méthode

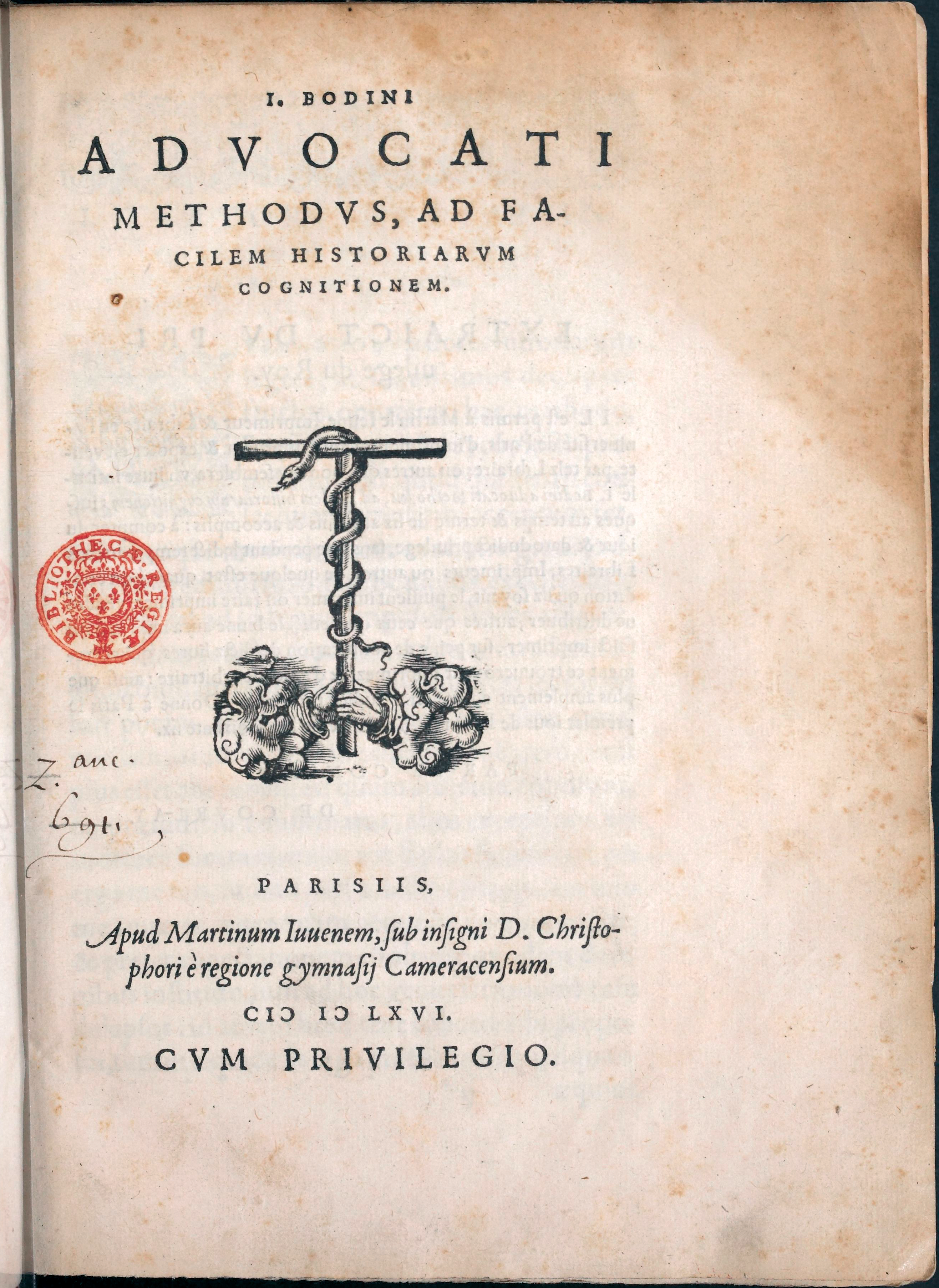
Page de titre de la Methodus ad facilem historiarum cognitionem (1566).

Bodin avait une passion pour l'ordre. Dans l'épître de son Théâtre, rédigé dans les dernières années de sa vie, il écrit : « Car il n'y a rien au monde, qui soit plus plaisant à voir, ou qui recrée avec plus grande volupté l'esprit de l'homme, ou qui soit plus commode que l'ordre. » Cette passion de l'ordre et des classifications allait orienter sa carrière : « Intellectuel au sens moderne du mot plutôt qu'humaniste, Bodin passa sa vie à la recherche d'une méthode qui lui permettrait de comprendre et d'analyser l'homo politicus à partir d'exemples organisés en séries et sans invoquer les Anciens à tout moment. »
La Méthode pour faciliter la connaissance de l’Histoire — titre latin original : Methodus ad facilem historiarum cognitionem — publiée en 1566, « place l'Histoire au centre d'un projet philosophique de totalisation du savoir » en s'appuyant sur le principe communément admis par ses contemporains que l'histoire livre des enseignements à partir desquels on peut établir des lois. Même s'il annonce dans sa définition de l'histoire que celle-ci ne se limite pas à l'étude du passé humain mais s'étend aussi à la vie de la nature et à l'action divine, il se limite dans cet ouvrage au passé humain.
La bibliographie systématique, publiée au chapitre X, s'étend sur 20 pages et donne la liste des auteurs qui ont écrit sur les diverses civilisations, en procédant de façon chronologique, depuis l'Antiquité jusqu'à l'exploration du continent américain, et en commençant par les auteurs d'histoires universelles (Bérose, Hérodote et Polybe…), les géographes (Strabon, Pomponius Mela, Pausanias…), les historiens des superstitions païennes, de la religion chrétienne, des Arabes, des Chaldéens, des Grecs, des Romains, des Celtes, des Germains du Rhin jusqu'à la Vistule, de l'Autriche, de la Hongrie, de la Pologne, de la Suède, des Saxons, de la Bohème, des Britanniques, des Espagnols, des Sarrasins, des Turcs, des Tartares, des Éthiopiens, des Indiens, des Américains…
Cette masse d'informations justifie la nécessité de son entreprise : « il existe une telle diversité et une telle confusion dans les actions des hommes, et une telle abondance de récits, que, sans un classement des choses humaines dans des catégories stables, il n'est pas possible de les percevoir clairement ni de confier durablement à la mémoire les récits historiques. » Excluant tout rôle à la Providence dans la vie sociale et politique, Bodin affirme que « la volonté est maîtresse des actions humaines. » Il est donc légitime de rechercher les lois cachées gouvernant l'évolution des affaires humaines.
Au cours des dix chapitres que compte cet ouvrage, Bodin propose donc une méthode pour classifier les données recueillies dans les livres d'histoire , ainsi que des outils comparatifs pour évaluer les constitutions politiques, tout en esquissant plusieurs des idées qu'il développera dans Les Six livres de la République. Il consacre le chapitre VIII à la durée de l'Univers : prenant ses informations dans la Bible, il établit qu'il s'est passé exactement quatre mille ans depuis la création du monde jusqu'à Philon. Dans le chapitre IX, il fait des hypothèses sur l'origine des peuples. Il cherche ainsi à penser l’évolution de l’ensemble des sociétés humaines non seulement dans une perspective temporelle mais aussi dans l’espace, articulant ce que Lestringant appelle « une topologique des connaissances ». Il cherche aussi des éléments harmoniques dans l'évolution des événements et de la vie humaine et « tente de fonder sa théorie organisationnelle sur des intervalles et des relations mathématiques. ».
Au lieu d’interpréter les textes à la manière des humanistes de l'époque, il veut analyser l’Histoire des hommes pour en tirer un enseignement et une science du politique. À cet égard, cet ouvrage est « la première publication qui ait proposé, indépendamment de toute considération religieuse, une théorie d'histoire universelle fondée sur une étude du développement de la civilisation. » Abandonnant la façon dont les Anciens traitaient l'Histoire, Bodin voit celle-ci comme la science de la prise et de la conservation du pouvoir. On peut donc y trouver, comme le fait Machiavel, « un recueil de conseils pratiques pour qui s'intéresse au pouvoir. »
Il renvoie dos à dos les nostalgiques de l'âge d'or aussi bien que les tenants de l'eschatologie juive exposée dans la prophétie des quatre royaumes du Livre de Daniel. Il adopte plutôt une conception cyclique de l'Histoire : « Comme on observe que, par quelque loi éternelle de la nature, toutes choses se transforment de façon circulaire, de sorte que les vices font suite aux vertus, l'ignorance à la science, l'infamie à l'honorabilité, tout comme les ténèbres à la lumière. »
L'ouvrage comptera dix éditions avant la mort de son auteur. Son contemporain La Popelinière est assez critique sur cet ouvrage : « S'il reconnaît que la Méthode de Bodin est meilleure que d'autres ouvrages du même genre, il en souligne aussi quelques défauts : une conception trop large de l'histoire qui, selon lui, ne devrait s'intéresser qu'aux affaires humaines, et un intérêt pour des sujets (géographie, astronomie…) qui lui paraissent hors de propos. » Si la méthode de Bodin apparaît encore plus dépassée aujourd'hui, on reconnaît toutefois qu'il est de ceux qui « ont montré le plus clairement l'intérêt, et même la nécessité, d'une histoire universelle, s'étendant jusqu'aux Turcs et aux Arabes, aux Tartares et aux Moscovites […] Mais il faudra attendre des œuvres comme celles de Voltaire ou de Herder pour entrevoir la réalisation d'un tel programme. » Pour Jean-Marie Hannick, « Bodin est aussi un des promoteurs les plus notables du comparatisme en histoire, plus particulièrement dans l'histoire des institutions. »

### Économie

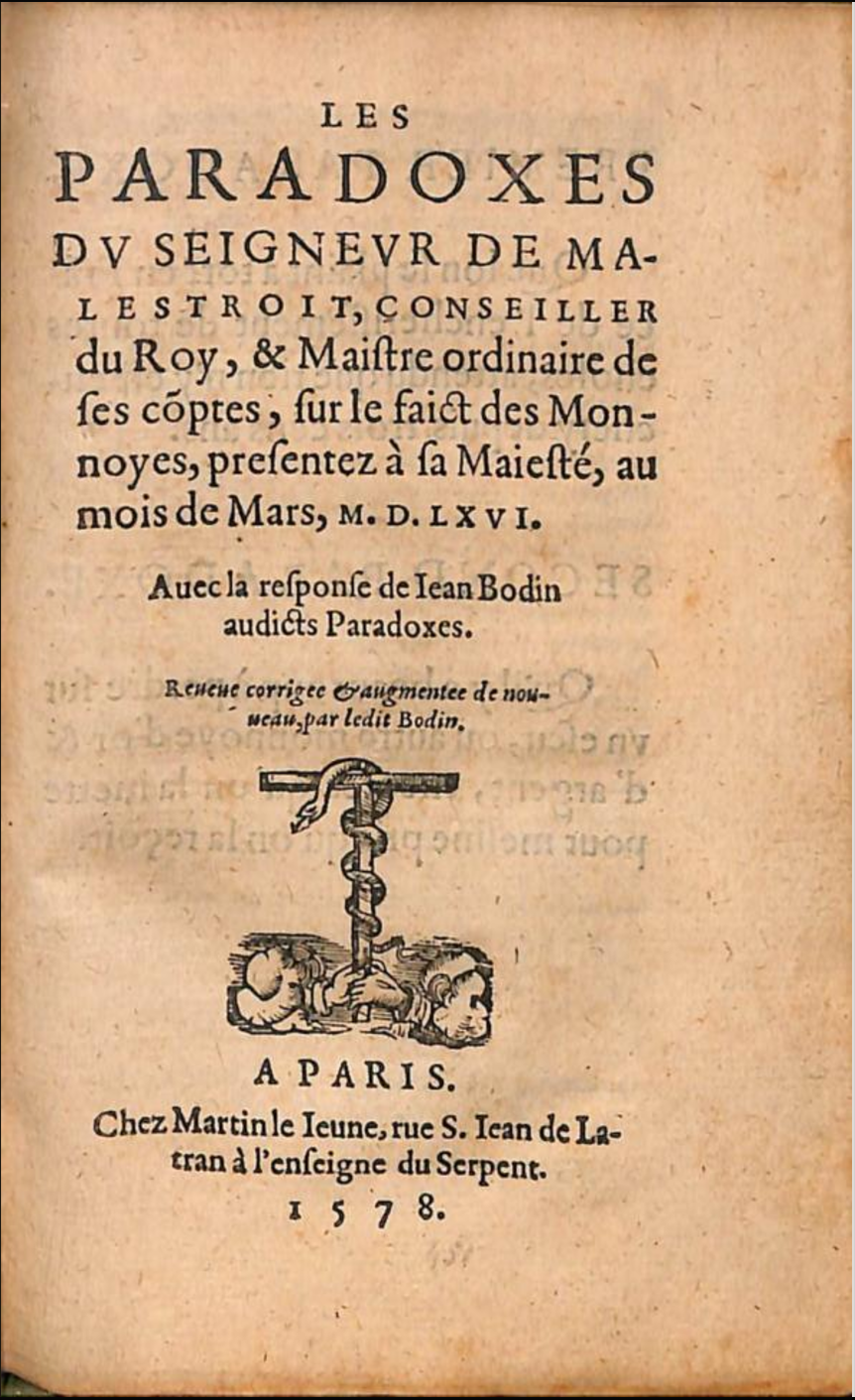
Les Paradoxes, édition de 1578.

Bodin traite de l'analyse économique au livre six de son ouvrage Les Six Livres de la République. Sur le plan de l'analyse économique, le livre de Bodin se placerait selon Schumpeter « à peine au-dessus des idées couramment admises de son temps » même si ses principes de fiscalité constituent une étape de plus vers la position défendue plus tard par Adam Smith dans le livre cinq de la Richesse des nations. Bodin se prononce nettement en faveur de la liberté de commerce : « Pour la grandeur d’un royaume, le commerce doit être franc et libre », écrit-il, devançant de deux siècles les premières thèses libérales.
En 1563, la Chambre des comptes de Paris se charge d'une étude visant à rechercher s'il y avait un lien entre « le renchérissement de toutes choses » et la dépréciation des monnaies. En 1566, Jean de Malestroit publie dans ce cadre Les paradoxes du seigneur de Malestroict sur le faict des monnoyes. L'année suivante, le Conseil du roi reçoit les préconisations qui découlent de ce rapport. C'est alors que Jean Bodin, peu satisfait de cette étude, décide de publier sa Réponse aux paradoxes de M. de Malestroict. Le débat est complexe car à cette époque la monnaie de compte — livre tournois, sol, deniers — et la monnaie en pièces étaient différentes (voir Système monétaire du royaume de France). Selon Malestroit, la hausse des prix venait des manipulations monétaires, mais ce qui l'inquiétait surtout, c'est que la dépréciation de la monnaie amenait une baisse du pouvoir d'achat. Toutefois, Malestroit ne comparait pas des prix réels mais « construisait ses exemples à partir des prix de 1566 et des diverses Ordonnances de « surhaussement » du prix des pièces de monnaie ». Jean Bodin, au contraire, en 1568, dans sa Réponse, part de l'évolution des prix constatés à diverses époques. Il montre ainsi que la hausse des prix provient d'abord de l'afflux d'or et d'argent en provenance du Nouveau Monde, ce qui a entraîné une révolution des prix, mais que cette hausse est due aussi aux nombreux monopoles existants, aux dépréciations des monnaies qui réduisent les flux de marchandises, ainsi qu'aux dépenses des rois et des princes, et enfin aux manipulations monétaires.
La thèse de Bodin n'était toutefois pas complètement inédite à l'époque car d'autres l'avaient déjà plus ou moins avancée, tels Martín d'Azpilcueta dans son Commentarius de usuris (Rome, 1556) et l'astronome Copernic dans Monetae cudendae ratio (1526). Toutefois, avec cet ouvrage, Bodin est réputé avoir présenté les bases de la théorie quantitative de la monnaie même si, d'après Ramon Tortajada, les divergences entre monnaie, unité de compte et monnaie de paiement faussent un peu les perspectives.

### Vers un État de droit:Les Six Livres de la République

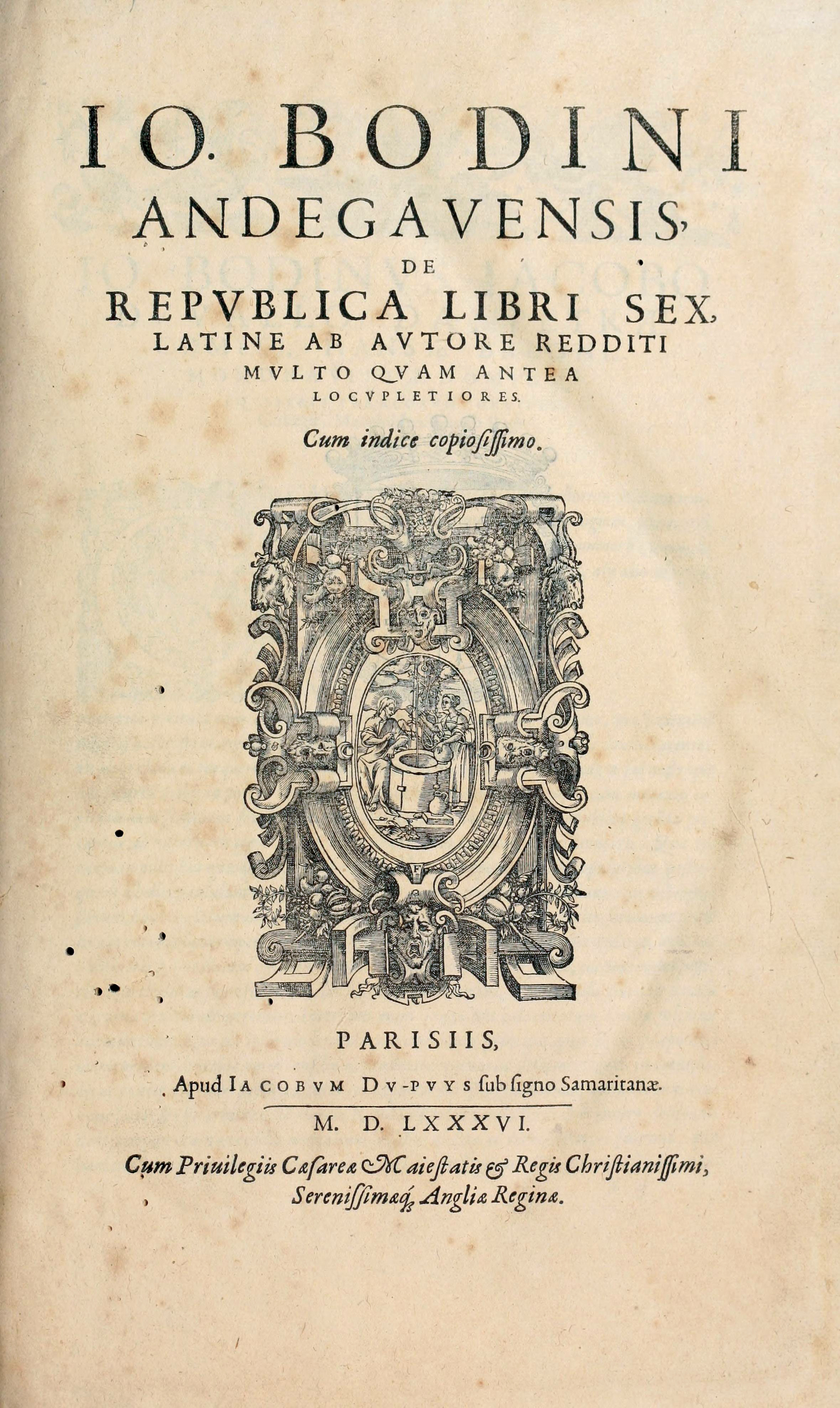
Les Six Livres de la République, frontispice de l'édition de 1586.

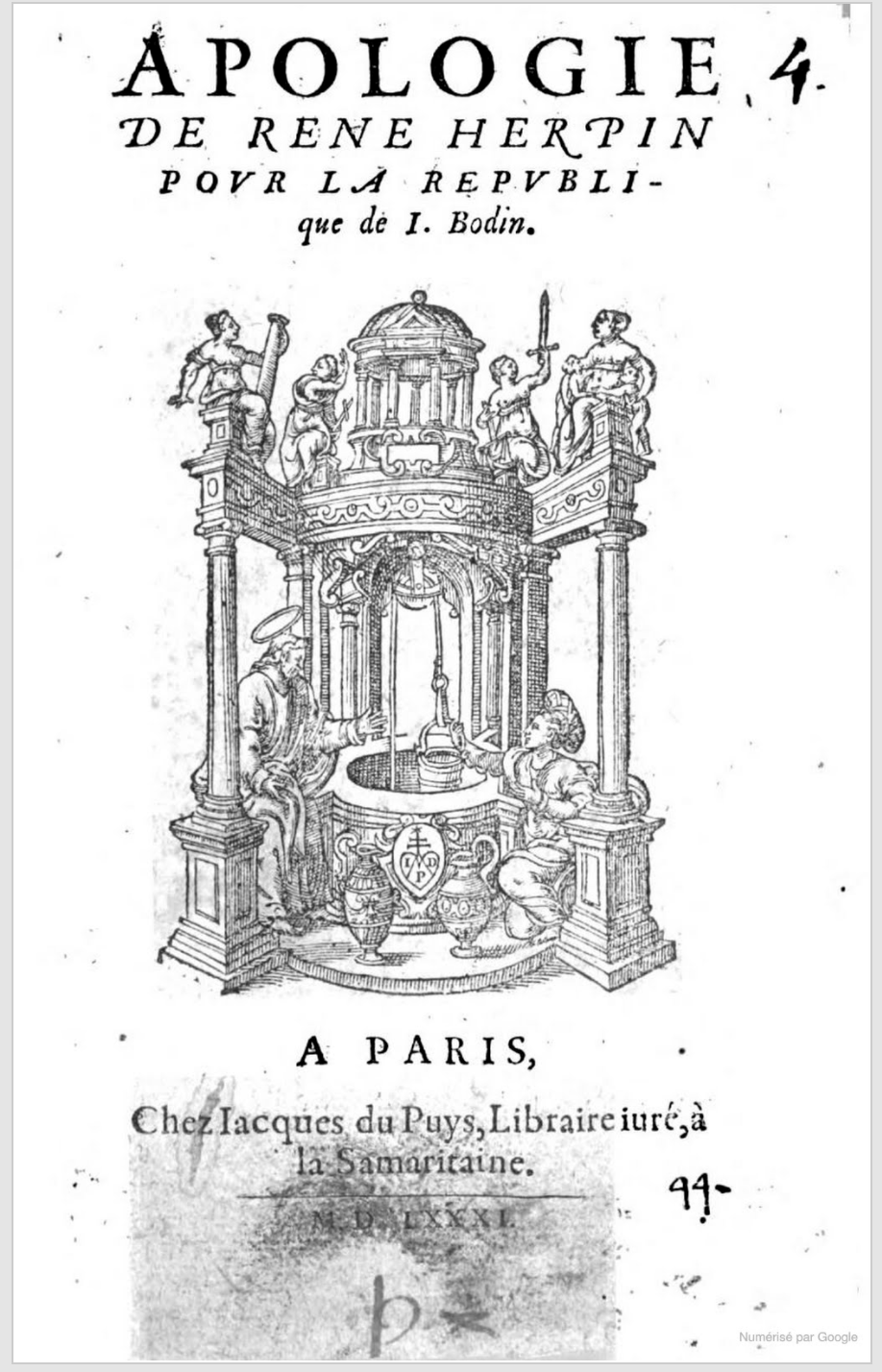
Apologie de René Herpin pour la République de Jean Bodin (1581).

Soucieux de dépasser les frontières nationales, Bodin veut repenser le droit romain non pas dans le cadre étroit de la France de son époque mais dans un Tableau du droit universel (Iuris Universi Distributio), paru en 1568, mais dont la rédaction avait probablement commencé à Toulouse vers 1560. À la suite de sa réflexion sur l’essence du droit, Bodin établit une systématisation du droit romain en dressant des classifications par emboîtement de dichotomies, de telle manière que « effectivement, le droit se trouve réduit à de simples prédicats », diminuant ainsi les risques d'interprétation subjective en matière de justice.
Quatre ans après la Saint-Barthélemy, au milieu des guerres de Religion, Jean Bodin, alors juge à Laon, publie les Six livres de la République (1576), réflexion touffue sur l'art de gouverner et sur le pouvoir du roi, garant de la paix civile qu'il faut rétablir. Avec la disparition du consensus religieux, il est en effet nécessaire d'« affirmer l'autonomie du politique de façon à faire du roi, non un chef religieux, mais un arbitre. » Dans cet ouvrage, Bodin systématise et développe les thèses de Jean de Terrevermeille et de Claude de Seyssel. Le livre est publié en français et comporte un index volumineux, témoignant de la volonté de Bodin de rejoindre un public aussi large que possible. Il compte 42 chapitres de texte serré, sans alinéa, répartis en six livres :
- Livre I : fin principale d'une République bien ordonnée. Comparaison avec le ménage. De la puissance maritale ; de la puissance paternelle ; de la puissance seigneuriale et s'il faut souffrir des esclaves dans une République. Définition du citoyen. Des traités entre les Princes. De la souveraineté.
- Livre II : les types de Républiques : monarchie seigneuriale, royale, tyrannique ; état aristocratique ; état populaire.
- Livre III : sénat, magistratures et administration.
- Livre IV : croissance et décadence des Républiques ; rapports du Prince avec ses sujets ; comment faire face aux séditions.
- Livre V : variation des Républiques en fonction de la diversité de la topographie, du climat et des populations. Lois sur la polygamie. Attribution des charges officielles. Sort des biens des condamnés.
- Livre VI : finances et intégrité des monnaies. Comparaison des trois formes de Républiques. Justice distributive.

La grande originalité de l'auteur est qu'il ne se contente pas de détailler les pouvoirs du roi, mais s'efforce de construire une théorie de la souveraineté, et plus particulièrement une théorie juridique. Bodin utilise le terme « république » (en latin : res publica) pour désigner la chose publique encadrée par le droit, ouvrant son livre par une définition du terme : « République est un droit gouvernement de plusieurs ménages, et de ce qui leur est commun, avec puissance souveraine. »
Cet ouvrage fondateur dans le domaine du droit constitutionnel connaît un vif succès et de nombreuses éditions. Les positions de Bodin heurtent toutefois les « tenants de l'orthodoxie », notamment le jurisconsulte Jacques Cujas, Michel de la Serre et plusieurs autres, auxquels il répond par son Apologie pour la République de J. Bodin en 1581, publiée sous le pseudonyme de René Herpin. En 1586, il publie en outre une traduction latine des Six livres de la République afin d'en faciliter la diffusion internationale.

#### Concept de nation
Bodin s'attache à préciser le concept de nation. Rejetant la thèse traditionnelle de l'autochtonie, il prend des positions humanistes et universalistes « en harmonie avec ses croyances religieuses » et le récit biblique de l'origine du genre humain, qui est un point de référence permanent dans l'ensemble de l'œuvre. Il fonde donc la nation non sur des critères de race mais de civilisation et affirme l'unité de l'espèce humaine, la différenciation entre les nations ne se faisant pas « par voie généalogique, mais par voie géographique ». Récusant également l'idée que les différences entre les peuples se situent sur un axe est-ouest, il accorde à la latitude un rôle déterminant dans la formation des traits caractéristiques des populations. Il est ainsi à l'origine d'une « théorie des climats » qui distingue trois grandes zones climatiques — froide, tempérée et tropicale —, théorie que développera Giovanni Botero et que Montesquieu a reprise dans l'Esprit des lois sans mentionner Bodin. Chaque climat entraîne des caractéristiques physiques et comportementales particulières, qui ont pour effet de provoquer des mouvements migratoires du nord vers le sud, les peuples nordiques ayant tendance à cultiver les activités militaires. Appuyant sa thèse sur une liste d'exemples puisés dans une vaste collection de données historiques, il conclut : « Il me semble suffisamment clair que la colonisation, les guerres, l'esclavage, les migrations ont depuis si longtemps brassé tous les peuples, qu'à part les Hébreux ils ne paraissent pas pouvoir se garder purs de tout mélange avec les autres. »
Se fondant sur l'origine ethnique et la localisation territoriale pour différencier les nations, il envisage chacune de celles-ci comme un organe localisé dans le corps humain. Cette conception organique de l'humanité fait en sorte qu'il « récuse tout nationalisme : l'universalité de la raison qui fonde le droit l'emporte sur les différenciations naturelles. »

#### Types de République
Bodin utilise fréquemment le terme de « prince » pour désigner celui qui détient le pouvoir, quel que soit son statut. Au début du Livre II, il examine combien il y a de sortes de République. À cette fin, il adopte les critères suivants : « si la souveraineté gît en un seul Prince, nous l'appellerons Monarchie ; si tout le peuple y a part, nous dirons que l'état est populaire ; s'il n'y a que la moindre partie du peuple, nous jugerons que l'état est Aristocratique ». Appliquant la distinction proposée par Aristote entre essence et accident, il estime qu'il ne faut pas « s'arrêter aux accidents, qui sont innumérables, mais bien aux différences essentielles, et formelles, autrement on pourrait tomber en un Labyrinthe infini ». Il introduit aussi une distinction entre État et gouvernement : « un État peut être monarchique, aristocratique ou populaire, mais ne peut être mixte. En revanche, le gouvernement peut l'être [car] le gouvernement est le mode selon lequel la souveraineté s'exerce. » Il s'ensuit qu'une monarchie peut être « seigneuriale, ou royale ou tyrannique. » La monarchie, selon sa définition, est donc « une République en laquelle la souveraineté absolue gît en un seul Prince », tandis que « pour qu'un État soit démocratique, il faut au moins que la moitié du peuple participe à la souveraineté. »

Il invoque la loi naturelle et divine pour justifier la domination de l’homme sur la femme et sa nécessaire exclusion du trône : 

« La gynécocratie (régime politique dans lequel le pouvoir est exercé par les femmes) est droitement contre les lois de Nature ; qui a donné aux hommes la force, la prudence, les armes, le commandement, et l’a ôté aux femmes ; et la loi de Dieu a disertement ordonné que la femme fût sujette à l’homme, non seulement au gouvernement des royaumes et empires, [mais] aussi en la famille de chacun en particulier. »

#### Concept de souveraineté
Bodin fait de la souveraineté un attribut essentiel de l'État. Il introduit le concept dès la première phrase de la République : « République est un droit gouvernement de plusieurs ménages, et de ce qui leur est commun, avec puissance souveraine. » Il attache tellement d'importance à ce concept qu'il y consacre les trois derniers chapitres du premier Livre de la République. Il a pleinement conscience d'innover en introduisant sa définition, au début du chapitre IX :

« La souveraineté est la puissance absoluë & perpetuelle d'une Republique, que les Latins appellent majestatem, les Grecs ἄκραν ἐξγουσὶαν, & κυρίαν ἁρκὴν, & κύριον πολίτευμα : les Italiens segnoria, duquel mot ils usent aussi envers les particuliers, & envers ceux la qui manient toutes les affaires d'estat d'une Republique : les Hebreux l'appellent tomadchavet c'est-à-dire la plus grande puissance de commander. Il est icy besoin de former la definition de souveraineté, parce qu'il n'y a ny iurisconsulte, ny philosophe politique, qui l'ayt definie : iaçoit que c'est le point principal, & le plus necessaire d'estre entendu au traité de la Republique. »

 Sa théorie de la souveraineté s'insère dans une conception générale de l'autorité applicable à tous les peuples, quel que soit leur degré de développement ou leur type d'État. Elle s'appuie sur « un principe éminemment profane de la puissance — la volonté — et donne lieu à une communauté laïque régie par la justice exprimée par le droit. » Évacuant ainsi le recours à un principe de droit divin, « l'État bodinien est d'essence laïque. »
La souveraineté comporte deux attributs essentiels. Le premier est qu'elle « n'est limitée ny en puissance, ny en charge, ni en certain temps. » Le second attribut essentiel est son caractère absolu. La souveraineté, qui n'a « d'autre limite que la loi de Dieu et de nature se traduit immédiatement par un double pouvoir du Prince : a) il peut donner et casser la loi, b) il est absous de l'obéissance aux lois qu'il établit. » La souveraineté est toutefois limitée par la loi de la nature et de Dieu, dont le prince souverain demeure éternellement sujet : « Si la justice est la fin de la loi, et la loi œuvre du prince, le prince est image de Dieu ; il faut, par suite de même raison, que la loi du prince soit faite au modèle de la loi de Dieu (I, VIII). » En dépit de ses positions innovantes, Bodin est très attaché « à la tradition éthico-théologique du politique. »
Le pouvoir du souverain est également limité par les lois fondamentales du royaume ainsi que par les coutumes générales et particulières. Quant au prélèvement de l'impôt, celui-ci requiert le consentement du parlement ou du peuple. Le souverain ne peut pas non plus déroger aux engagements pris envers ses sujets. Toutefois, des cas de force majeure peuvent justifier une dérogation à ces limites, car : « La raison naturelle veut que le public soit préféré au particulier, et que les sujets relaschent non seulement leurs injures et vengeances, ains aussi leurs biens pour le salut de la République. » Selon Zarka, le lien qu'établit Bodin entre État et souveraineté « n'a certainement pas été sans incidence sur la définition de la raison d'État en termes de dérogation. »
En établissant que la loi des autres nations ne peut pas lier un État souverain, Bodin théorise donc la notion d'immunité de l'État, notion importante qui influencera Charles Loyseau (1608), Cardin Le Bret (1632) et surtout Jean-Jacques Rousseau. Ce dernier y fera référence dans l'article « Économie politique » de l'Encyclopédie, publié ensuite sous le titre de Discours sur l'économie politique (1755). Hobbes reprendra cette notion et la développera en introduisant dans la philosophie juridique le principe d'égalité naturelle des États,.
Avec la notion de souveraineté, Bodin a conscience d'innover : « Les juristes contemporains, Jellinek, Carré de Malberg, ont insisté sur l'originalité de la souveraineté qui, en fondant l'idée d'un pouvoir séparé de la société (le Monarque est divisé du peuple, dit Bodin) en imaginant un pouvoir juridique […] établissait la théorie moderne de la puissance publique qui ne se confondait pas avec la Monarchie mais pouvait, selon le sujet qui était censé la détenir légitimement, être alternativement objet d'appropriation pour l'aristocratie ou la démocratie. » En inventant la souveraineté, Bodin « invente le gouvernement du droit. »

#### Vers un État administratif
La notion de souveraineté que propose Bodin introduit un déplacement des attributs traditionnels des juges : « La justice est en effet doublement diminuée : après avoir défini la magistrature indépendamment d'elle par l'autorité, Bodin attribue au souverain une fonction législative qui absorbe l'initiative judiciaire. Le juge perd ses pouvoirs administratifs, en même temps que ses fonctions législatives. En donnant l'exercice de l'autorité à un magistrat qui n'est pas un juge puis en confiant l'initiative de la loi au souverain, on mesure à quel point le juriste angevin affaiblit la part de la jurisprudence dans le fonctionnement de la civilité politique, combien il dégrade le rôle de l'État de justice au profit de l'État administratif et législatif. »

#### Population et richesse d'un État
Bodin propose une vision relativement humaniste de la politique et de l’économie en affirmant que la vraie richesse n’est pas seulement matérielle, que la force d’un pays réside dans sa population :

« Or il ne faut jamais craindre qu’il y ait trop de sujets, trop de citoyens : vu qu’il n’y a richesse, ni force que d’hommes : et qui plus est la multitude des citoyens (plus ils sont) empêche toujours les séditions et factions : d’autant qu’il y en a plusieurs qui sont moyens entre les pauvres et les riches, les bons et les méchants, les sages et les fous : et il n’y a rien de plus dangereux que les sujets soient divisés en deux parties sans moyens : ce qui advient ès Républiques ordinairement où il y a peu de citoyens. »

Cette sentence inspirera plus tard des penseurs anti-malthusiens comme Alfred Sauvy. Le géographe Augustin Bernard y voit pour sa part « la devise des peuples colonisateurs ».
Sur le plan économique, sa pensée a évolué et fait davantage de place au contrôle de l'État : « Universaliste en 1568, dans la Réponse à M. de Malestroit, Bodin, en 1576, est devenu mercantiliste dans la République […] chaque nation doit se protéger pour préserver ses ressources vitales et cela ne peut se faire que grâce à une politique gouvernementale dont le seul but est l’enrichissement du pays. »

#### Arithmologie et justice harmonique
Bodin croit fermement que le cosmos et l'ensemble de la réalité sont organisés par les nombres et que ceux-ci ont par conséquent des valeurs prédictives, tant dans l'histoire individuelle que collective. Là où d'autres voient l'effet du hasard, il voit au contraire l'action de lois mathématiques. Dans la Methodus, il écrit par exemple que « les maladies les plus graves arrivent dans les années multiples de sept et de neuf. De même, les transformations dans les républiques se produisent dans des années multiples de sept ou de neuf, ou dans leurs carrés […] si, en outre, une année multiple de sept coïncide avec une multiple de neuf, cela donne une année extrêmement dangereuse, ainsi qu'on a pu le constater depuis l'antiquité. »

Il s'intéresse tout spécialement aux relations de type harmonique, selon la tradition pythagoricienne transmise par le Timée et La République de Platon. Appliquant le principe d'harmonie à son idéal de justice, il conçoit l'égalité comme une égalité de proportions à laquelle on devrait atteindre par le « nombre nuptial », qu'il mentionne dans la Methodus ainsi que dans Les Six Livres de la République et dont il fait « la clef du chant du monde ». Selon Bodin, le nombre nuptial serait 5040 parce qu'il s'obtient en multipliant la succession des premiers nombres jusqu'à 7 (1 × 2 × 3 × 4 × 5 × 6 × 7). L'organisation du corps social est bonne lorsqu'elle met en harmonie les différentes composantes, de la même façon que dans la musique : 

« Ainsi, l'institution politique, dont Bodin cherche le critère, de manière judicieuse, dans l'institution juridictionnelle dominée par l'idée de justice harmonique, est donc bonne ou droite, lorsqu'elle réalise, comme l'harmonie musicale ou comme le rapport harmonique des nombres selon Pythagore ou Platon, l'accord des différences. Il ne s'agit pas, précise Bodin, de n'importe quel accord, mais de l'accord merveilleux où les extrêmes – comme dans l'octave – sont unis par les intermédiaires qui les conjoignent de telle sorte que le discord donne grâce à l'harmonie. »

Cette notion de justice harmonique est tellement importante qu'il y consacre le dernier chapitre de sa République, dans lequel il argumente en faveur d'un système favorisant l'ascension sociale en fonction du mérite individuel et non de la seule naissance : 

« Or il n'y a moyen de lier les petits avec les grands, les roturiers avec les nobles, les pauvres avec les riches, sinon en communiquant les offices, états, dignités, et bénéfices aux hommes qui le méritent, comme nous avons montré cy devant. […] tous les roturiers sont ravis d'un plaisir incroyable, et se sentent tous honorés quand ils voyent le fils d'un pauvre médecin Chancelier d'un grand Royaume et un pauvre soldat être enfin Connétable : comme il s'est vu en la personne de Bertrand du Guesclin et de Michel de l'Hospital et de beaucoup d'autres, qui pour leurs vertus illustres sont montés aux plus hauts degrés d'honneur. »

#### Bodin et Machiavel

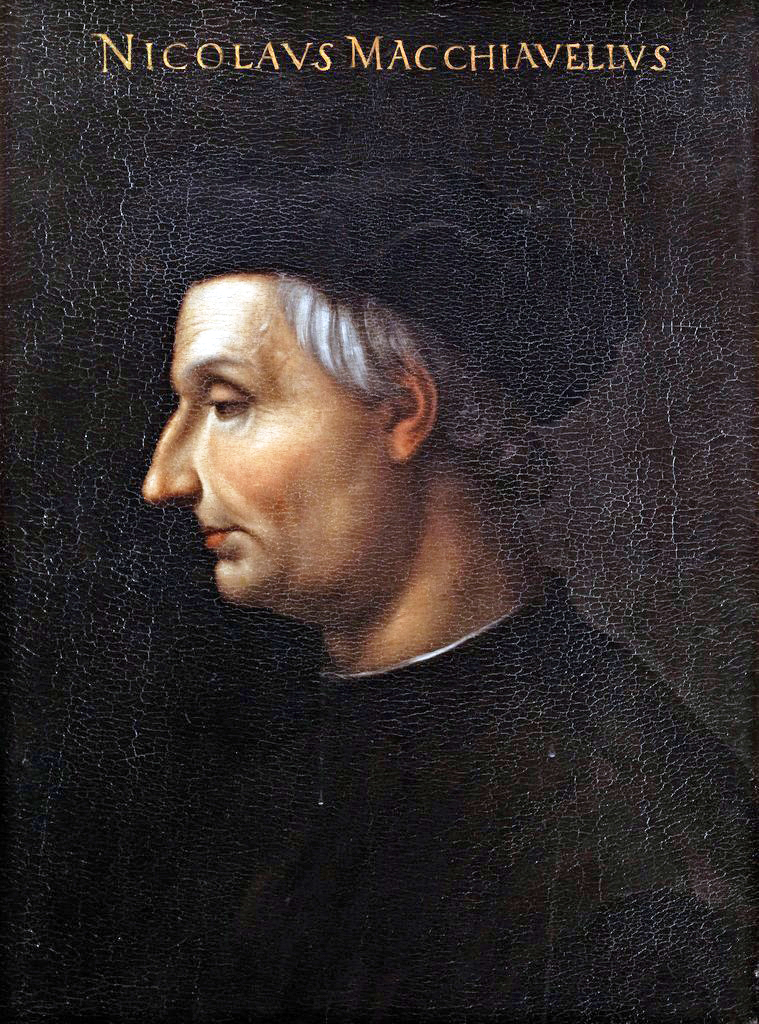
Portrait de Machiavel par Cristofano dell'Altissimo (vers 1552-1568), musée des Offices.

Si Machiavel et Bodin sont généralement reconnus comme les fondateurs de la science politique moderne, ils diffèrent toutefois sur bien des aspects. Le premier était un praticien de la politique, doté d'un sens aigu d'observation, mais sans aucun souci de fonder une méthode scientifique. Il en va tout autrement chez Bodin qui, vivant à une époque où les horizons intellectuels ne cessent de s'étendre, cherche à opérer au moyen d'une démarche méthodique une synthèse universelle dans le domaine de la politique tout comme il l'a préconisé dans le domaine du droit. Dans le Methodus, Bodin annonce en quoi il veut se démarquer de son illustre prédécesseur : « Enfin Machiavel, le premier à notre avis qui ait écrit sur ce sujet après douze cents ans environ de barbarie universelle, produisit maintes maximes qui se trouvent sur les lèvres de chacun : et sans doute eût-il exposé de nombreux points avec plus de véracité et de compréhension s'il avait uni à l'expérience la connaissance des philosophes et des historiens de l'antiquité. »

Le jugement de Bodin sur Machiavel sera beaucoup plus sévère dans sa République, à tel point que cet ouvrage peut être vu comme un anti-Machiavel, selon Simone Goyard-Fabre. Dès la préface, Bodin prend ses distances : 

« un Machiavel, qui a eu la vogue entre les courtiers des tyrans […] n'a jamais sondé le gué de la science Politique, qui ne git pas en ruses tyranniques, qu'il a recherchees par tous les coings d'Italie […] Il a mis pour deux fondements des Républiques l'impiété et l'injustice et blâmé la religion comme contraire à l'État […] Si Machiavel eût tant soit peu jeté les yeux sur les bons auteurs, il eût trouvé que Platon intitule ses livres de la République De la Justice, comme étant icelle l'un des plus fermes piliers de toutes les républiques. »

Comme le signale Weber, la sévérité de Bodin à l'égard de Machiavel s'explique par les guerres de Religion qui ensanglantaient alors la France et avaient provoqué un ressac contre les théories du Florentin. La République paraît d'ailleurs la même année que le Discours sur les moyens de bien gouverner de Gentillet, ouvrage dédié à François, duc d'Alençon, dont Bodin était très proche.
Pourtant, Bodin suit la voie tracée par Machiavel en fondant juridiquement la république sur « un concept entièrement profane de la puissance », ainsi que le signale Gérard Mairet : « Si Bodin, à la suite de Machiavel, invente la puissance profane, c'est justement parce qu'il évacue le fondement divin du pouvoir — et donc la loi naturelle et divine. » Il y a certes chez lui mention de la loi de Dieu, mais les références sont toujours faites à la loi de Moïse, dans l'Ancien Testament.

La situation à laquelle était confronté Machiavel est très différente de celle qui préoccupait Bodin, selon l'analyse d'Antonio Gramsci : 

« Pendant les guerres civiles en France, Bodin est le théoricien du tiers parti dit des politiques, qui se place du point de vue de l'intérêt national, c'est-à-dire d'un équilibre entre les classes où l'hégémonie appartient au Tiers-État à travers la monarchie. Classer Bodin parmi les antimachiavéliens reste un point de vue extérieur et superficiel. Bodin fonde la science politique en France sur un terrain beaucoup plus avancé et plus complexe que celui qu'avait offert l'Italie à Machiavel. Pour Bodin, il ne s'agit pas de fonder un état territorialement unitaire (un état national) c'est-à-dire de revenir à l'époque de Louis XI, mais d'équilibrer les forces sociales en lutte à l'intérieur de cet état déjà fort enraciné : ce n'est plus le moment de la force qui intéresse Bodin, c'est celui du consensus. Avec Bodin, on tend à développer la monarchie absolue : le Tiers-État est si conscient de sa force et de sa dignité, il sait si bien que le sort de la monarchie absolue est lié à son propre destin qu'il pose des conditions à son consensus, présente des exigences et tend à limiter l'absolutisme. »

Sur le plan des principes, Bodin est loin de préconiser un divorce entre politique et éthique ainsi que le fait Machiavel, même si « en bon juriste, [il] estime qu'il faut d'abord affirmer avec force les principes, quitte à trouver dans les circonstances un petit détail qui permette de les contourner. » Tout comme chez le Florentin, on trouve dans la République des conseils pratiques à l'usage des gouvernants : « D'une étincelle s'embrase un grand feu de sedition », « Il ne faut pas resister ouvertement au peuple esmu », « Le peuple s'appaise en voyant un sage vieillard, ou vertueux personnage l'araisonner ».
En dépit de ces rapprochements superficiels, Bodin est philosophiquement très éloigné de l'auteur du Prince. Dans sa République, il décrit les tyrans comme étant « en frayeur perpétuelle » (p. 248), « tourmentés plus cruellement par crainte que par mille bourreaux » (p. 260) et affirme « tyran et Roy, deux mots incompatibles » (p. 255). Au lieu de recommander à l'homme politique de conquérir le pouvoir en imposant sa volonté par la ruse et la force, Bodin le souhaite plutôt toujours doté d'une conscience morale et préoccupé par la justice et l'établissement des lois, en vue d'assurer un équilibre harmonieux dans l'État.

### De la démonomanie des sorciers

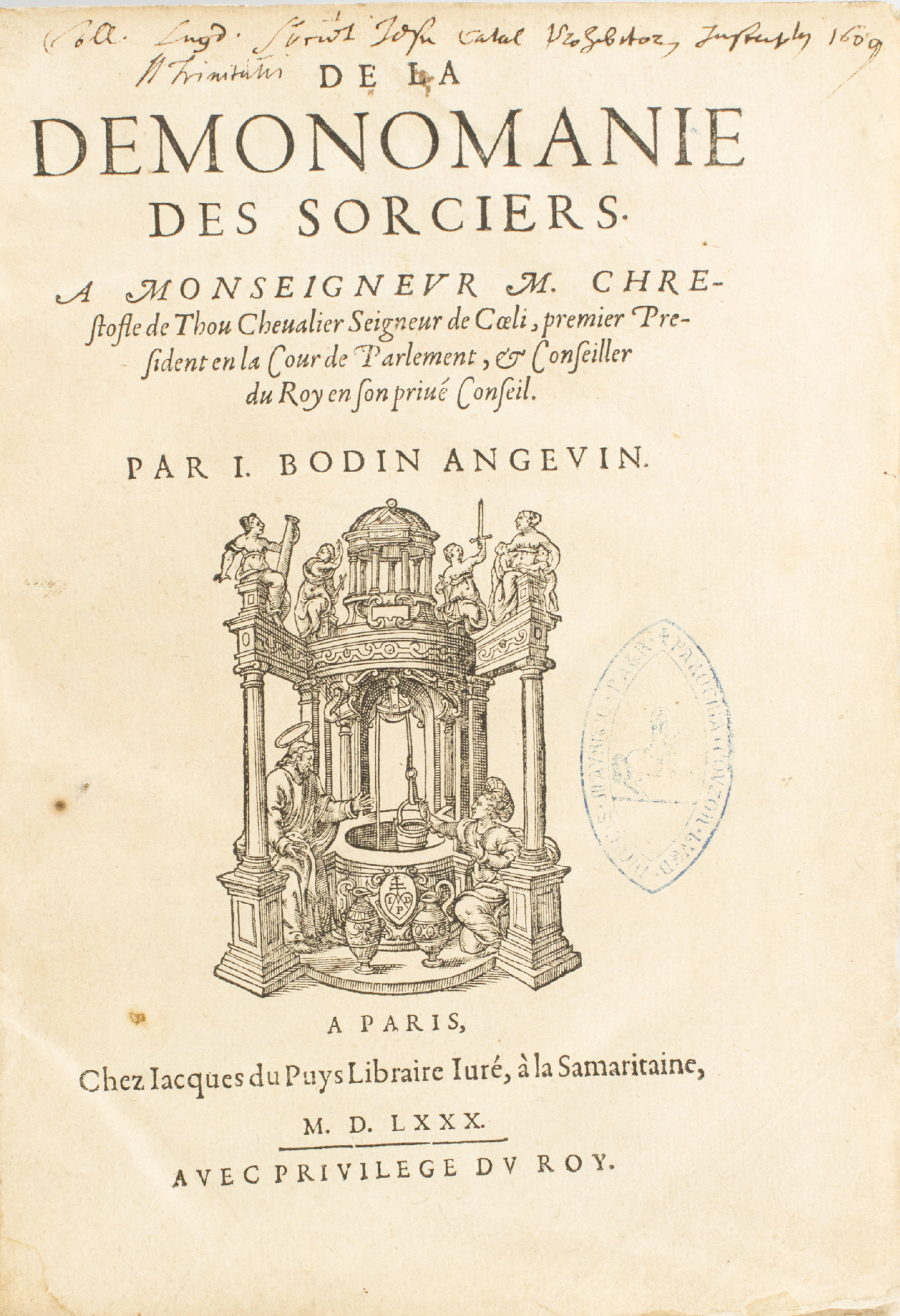
Frontispice du livre de Jean Bodin, De la démonomanie des sorciers (1580).

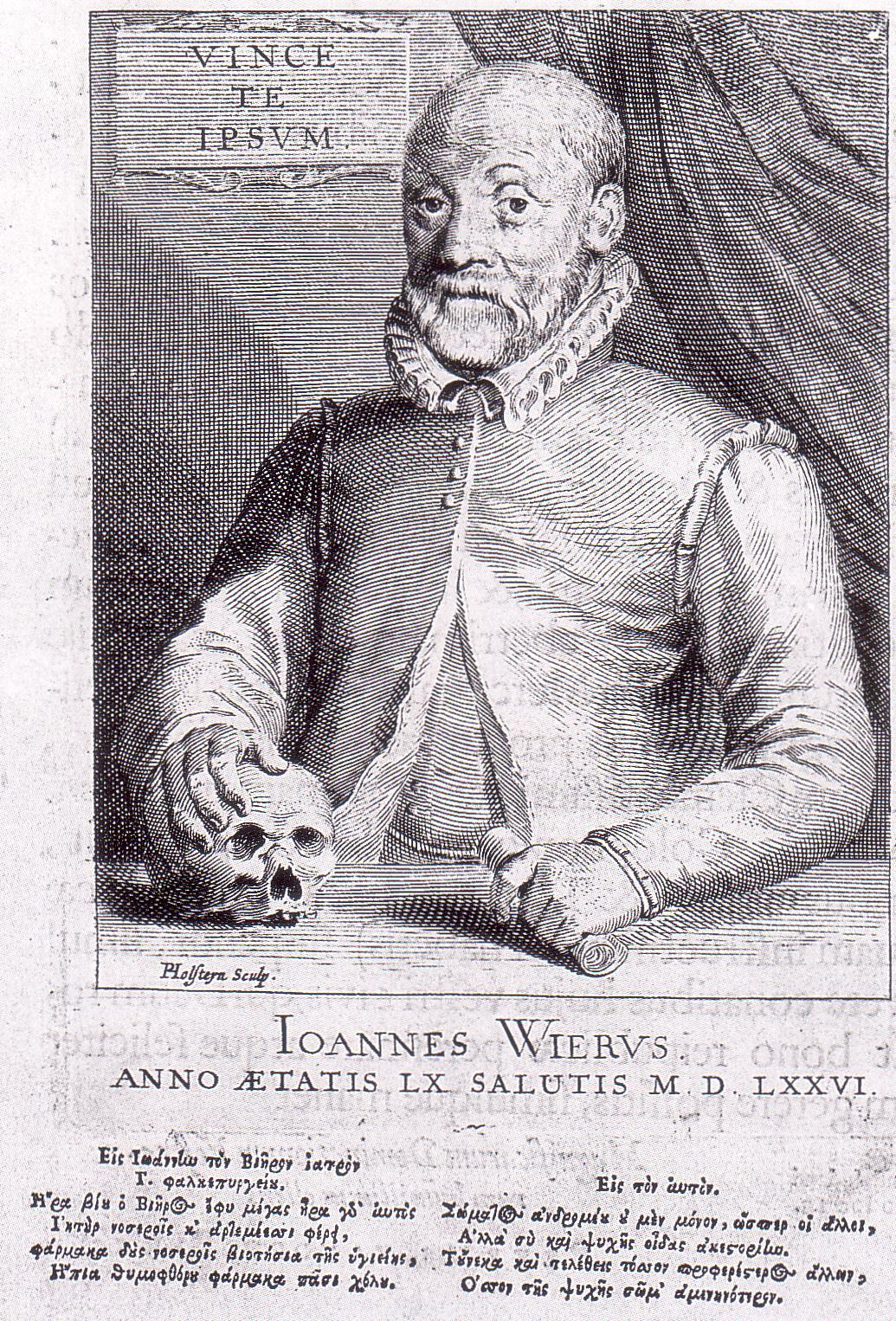
Le médecin Jean Wier (1515-1588) dénonce les chasses aux sorcières dans De Praestigiis daemonum et incantationibus ac venificiis, publié en 1563. Portrait gravé par Pieter Holsteyn II vers 1660.

Jugements de Montaigne sur Bodin

Bodin s’intéresse à la démonologie à la suite de deux procès dans lesquels il a été appelé en tant qu'expert judiciaire, ce qui l'amène à publier en 1580 De la démonomanie des sorciers. Il y définit le sorcier comme celui qui vise à faire quelque chose par des moyens diaboliques (Livre Ier), recherche ce qu’est la magie, se demande si les sorciers sont transportés en corps par les démons et s'ils peuvent changer les hommes en bêtes (Livre II). Il traite également des moyens de protection licites et illicites pour empêcher les maléfices (Livre III). Enfin, il traite des procédés à la disposition de la justice de reconnaître les sorciers, des preuves qui établissent le crime de sorcellerie, de la confession volontaire ou forcée et des peines à appliquer (Livre IV). Il a contribué à la condamnation de Jeanne Harvilliers, "la sorcière de Laon", lors d'un procès où il avait témoigné en qualité d'expert.
À un moment où les procès de sorcellerie battaient leur plein en Europe, Bodin affirme avec des arguments apparemment rationnels la réalité des pactes avec les démons, l’évocation des morts et la copulation charnelle avec les démons. Il croit aux loups-garous, aux assemblées de sorcières, au pouvoir qu'ont certaines personnes de « nouer l'aiguillette » de leurs ennemis pour les rendre impuissants ou de les tuer au moyen de figurines de cire. Il se base sur les aveux « sans question ni torture » de Jeanne Harvilliers, condamnée au bûcher en 1578, ainsi que sur les témoignages d'Abel de La Rüe et de Trois-Échelles, prestidigitateur et sorcier attitré de Charles IX, qui fut pendu. Même s'il voit dans les actes de sorcellerie les agissements du diable, il ne croit cependant pas à l'efficacité des exorcismes.
Malgré sa formation juridique, il considère que les « procédures normales visant à protéger les droits des accusés étaient superflues », approuve que les juges mentent à l'accusé et estime qu'il n'est guère besoin de plusieurs témoins, un témoin sans reproche de sexe masculin étant suffisant : « Quand il est question des Sorciers, le bruict commun est presque infaillible. » Pour identifier les sorciers, il encourage la délation et préconise la torture, l'objectif étant l’élimination en masse des sorciers, afin d'éviter la mainmise de Satan sur le monde. Il s'attaque particulièrement à Jean Wier, auteur d'un important traité sur la question dans lequel il qualifie les magistrats de « cruels bourreaux et bouchers ». Bodin le réfute longuement dans la seconde moitié du livre IV, allant jusqu'à l'accuser de couvrir sa propre sorcellerie sous ses dénégations.
Contrairement à certains de ses contemporains plus éclairés, Bodin ne tient pas compte de la culture populaire de son époque, qui colporte ces histoires de sorcellerie et de lycanthropie. Comme Robert Mandrou le signale à propos des cas de jeunes enfants accusés de sorcellerie ou de lycanthropie, si les « petits juges » condamnaient à mort les soi-disant sorciers, ceux-ci étaient parfois graciés par les juges du parlement, au motif que la similarité des faits allégués contre ces « sorciers » provenait de récits colportés, une interprétation que Bodin rejette. Il faudra attendre un siècle pour qu'un édit de Colbert, en 1682, interdise de porter ce genre de cause devant les tribunaux, mais dès 1640 « le Parlement de Paris devenait le premier corps judiciaire en Europe à ordonner la fin des poursuites pour sorcellerie. » L'ouvrage de Bodin aura beaucoup d'influence sur les débats touchant la sorcellerie. On a même avancé que la Démonomanie avait joué un rôle dans l'augmentation des poursuites pour sorcellerie en France entre 1580 et 1610, particulièrement à Paris, mais on ne trouve aucune référence à cet ouvrage dans les diatribes publiées de l'avocat-général Louis Dorléans.

La position de Bodin sur la sorcellerie a intrigué les commentateurs. Comme l'a noté Lucien Febvre : 

« ce grand Jean Bodin, un des vigoureux esprits de son temps, curieux homme qui a touché à tout et de la façon la plus heureusement personnelle… comment expliquer que ce grand esprit… ce soit lui, le même qui en 1580 ait publié l'un des livres les plus attristants de cette époque : ce traité de Démonomanie des sorciers dont on ne compte plus les éditions ? »

Rose tente de l'expliquer ainsi : « L'apparition de la démonologie chez un penseur remarqué pour de nombreux développements dans la pensée rationaliste s'est révélée être un problème permanent, mais peut-être son optimisme essentiel sur la nature humaine nécessitait-il l'affirmation d'un royaume d'esprits du mal qui prendraient part aux actions maléfiques des hommes. » Pour la plupart des commentateurs, il faut replacer cette position dans son contexte. Si Montaigne était beaucoup plus éclairé que Bodin sur la sorcellerie, il faut reconnaître que bien des personnages éminents de cette époque partageaient la crédulité de Bodin, tels Pierre de L'Estoile, Ambroise Paré et Calvin. Plusieurs de ses contemporains préconisaient les mêmes pratiques contre les sorciers — tels Pierre Le Loyer, Martín Antonio Delrío, Jean de Nynauld, Noël Taillepied — ou se sont flattés de les avoir appliquées en tant que juge sur des centaines de victimes, tel Nicolas Rémy.
Loin d'être une aberration dans l'œuvre de Bodin, cet ouvrage fait preuve, selon Nicole Jacques-Chaquin, « d'une rigueur argumentative indéniable » et s'inscrit « à l'intérieur d'une conception théologique et cosmologique cohérente. » Bodin s'appuie sur les aveux spontanés des sorcières et les nombreux témoignages accumulés. Il invoque la Métaphysique d'Aristote pour établir que les démons sont corporels, car toute substance est corporelle. Il s'accorde toutefois avec l'ensemble des démonologues de l'époque pour nier tout pouvoir réel aux sorciers, mais il va plus loin que ceux-ci en affirmant que c'est grâce au pacte de la sorcière avec Satan que celui-ci peut produire ses effets dévastateurs. Dès lors, la sorcellerie est « la conséquence d'un crime qui dépasse en horreur tous les autres : celui de renoncer [non seulement à la religion chrétienne mais] à toute forme de religion. » Or, la religion est absolument nécessaire dans le système de Bodin car elle est « le principal fondement de la puissance des Monarques et Seigneuries, de l'execution des loix, de l'obeissance des subjects, de la reverence des Magistrats, de la crainte de mal faire et de l'amitié mutuelle envers un chacun. » Il en résulte pour Bodin qu'un sorcier est « mille fois plus coupable qu'un meurtrier » car le sorcier risque d'attirer la punition divine par des massacres et des calamités de toute sorte : « le pays qui les endurera sera battu des pestes, famines et guerres. »
On a supposé que Bodin était inquiet de voir l'ascendant qu'avaient pris les conseillers italiens de Catherine de Médicis et le laxisme qui en avait dérivé. Il accorde en effet grand crédit au témoignage du sorcier et prestidigitateur Trois-Échelles qui, pour obtenir la grâce de Charles IX, avait dénoncé ses complices et affirmé qu'il y avait plus de cent mille sorciers dans le royaume. Il mentionne à plusieurs reprises Cornelius Agrippa qu'il accuse d'être « l'un des plus grands sorciers du monde. »
En ce qui concerne l’astrologie, Bodin était convaincu qu'elle permettait de prévoir « les changements et ruynes des républiques à l'advenir », sujet auquel il consacre un chapitre entier de sa République, que critiquera l’astrologue toulousain Auger Ferrier dans un Advertissement à M. Jean Bodin sur le quatrième livre de sa République, (Toulouse, 1580).
La Démonomanie est un de ses ouvrages les plus populaires, avec treize éditions françaises entre 1580 et 1616. Un an après sa publication, deux traductions voient le jour, l'une en allemand par Johann Fischart et l'autre en latin par François Junius sous le titre De magorum dæmonomania libri IV. Le livre est traduit en italien en 1587 par Hercole Cato. En comptant les traductions, l'ouvrage totalise vingt-cinq éditions.

### Théâtre de la nature universelle
Vers la fin de sa vie, Bodin rédige en latin le Théâtre de la nature universelle, vaste synthèse personnelle des connaissances, qui fait preuve d'une « immense érudition acquise durant un demi-siècle de lectures extraordinairement variées ». Il y mentionne nombre d'humanistes de la Renaissance (Pic de la Mirandole, Laurent Valla, Guillaume Budé, Scaliger…), des historiens et voyageurs, des mathématiciens et astronomes (Oronce Finé, Nonius, Copernic…), des médecins (Georges Agricola, Jérôme Cardan, Paracelse…), des savants arabes (Al Ghazali, Avicenne, Averroès) ou juifs, tel Maïmonide, et cite volontiers la Bible ainsi que les auteurs antiques les plus divers, tout en critiquant volontiers Aristote au nom du platonisme.
L'ouvrage comporte quatre livres. Le premier est consacré à la fabrique du monde, le deuxième à l'étude du monde minéral tandis que le troisième traite des végétaux et animaux ; le quatrième aborde des questions philosophiques : la théorie de la connaissance, les sortes d'âmes, la métempsycose ; le cinquième livre discute des idées platoniciennes et de la nature de l'âme humaine ainsi que des démons « en des termes qui ne concordent d'ailleurs pas toujours avec l'orthodoxie chrétienne. » Sa position sur la nature corporelle des démons, ainsi que des anges et des âmes, vaudra à cet ouvrage, en 1628, d'être ajouté aux trois autres livres de Bodin déjà à l'index et il l'était encore en 1900. Bodin laisse ainsi entendre que les comètes seraient les âmes d'hommes illustres.

Selon une démarche pédagogique alors très fréquente, le Théâtre se présente comme un dialogue entre « Theorus, comme disciple, et Mystagogue, comme maistre, parce qu'il n'y a point de methode plus commode ni plus facile à la memoire que ceste cy. » Chaque problème est donc annoncé par une question. Tout en puisant dans sa vaste érudition pour expliquer des phénomènes, Bodin peut aussi faire appel à ses propres expériences de physique ou d'alchimie sur la distillation, la fusion des métaux, l'optique, la gravitation : 

« On pourra aussi de même faire des pierres précieuses de couleur jaune, qui ressembleront les naturelles par le moyen du fer, combien qu'il soit de sa nature noiratre : car, si tu piles dans un mortier de fer un caillou ou du sable calcinez, tu feras de cette matière une pierre, de laquelle la couleur retirera à l'or […] Nous ecrivons donc ceci comme l'ayant expérimenté. »

 Il se vante d'avoir été « le premier qui ay pris et recueilli le poids du sel et de la terre, de l'eau salée et de l'eau douce, du vin, des cendres et de l'huile ; ce qui n'avait jamais été auparavant traité par aucun, qui ait escript. »

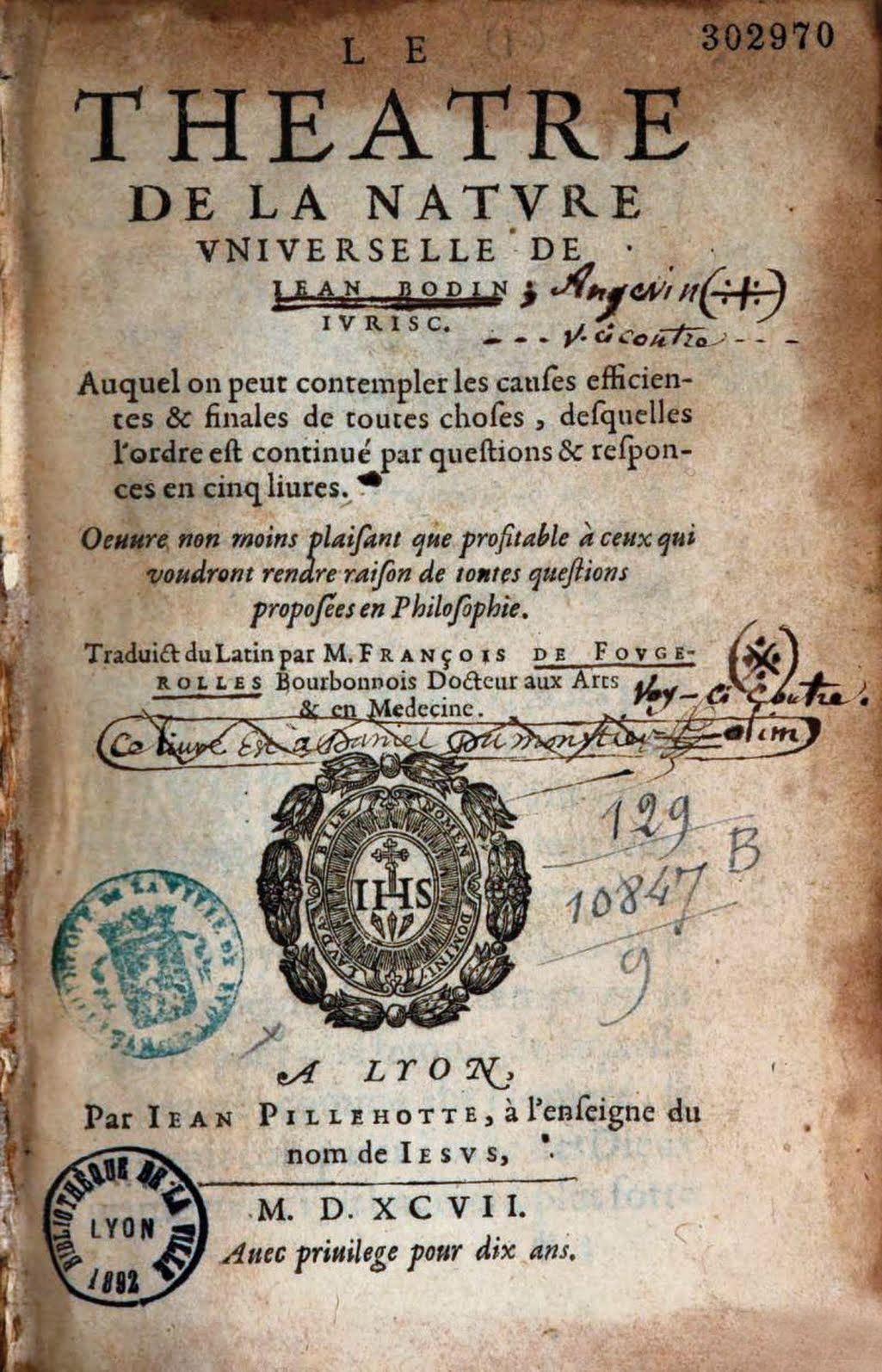
Théâtre de la nature universelle. Traduction Fougerolles, 1597.

Ses observations sont parfois prises en défaut comme lorsqu'il affirme que « l'eau glacée […] est quelque peu plus resserrée que la liquide ». Il donne libre cours à sa misogynie lorsqu'il prétend que les serpents attaquent plus volontiers les femmes que les hommes, voyant en cela un effet de la bonté de Dieu qui a voulu « que ce qui est de moindre conséquence en la nature, soit le premier violé », à moins que ce ne soit dû à « la mortelle antipathie entre la femme et le Serpent, ainsi que nous apprenons en la Sainte Escripture. »
Piètre physicien, il invoque la Bible et Ptolémée pour argumenter contre la thèse de Copernic et Galilée, dont il dit qu'elle est une « antique opinion […] dont la vanité peut facilement se réfuter. »
Bodin a lu nombre de relations de voyage et se montre volontiers ethnologue, s'intéressant notamment « aux modes de vie en terre d'Islam : la castration après anesthésie par 'breuvages narcotiques' en Turquie, les jeux et les fêtes à Constantinople, les conditions d'existence des esclaves en Barbarie, la pratique de la polygamie. » Cette ouverture d'esprit se manifeste encore dans le Colloque : « Je ne scache point de religion, de toutes celles dont j'ay la connaissance, laquelle, avec moins de ceremonies, s'applique avec plus de pureté au culte de Dieu que celle des Mahometans. »
En toute chose de la nature, il veut voir une finalité voulue par Dieu : même la piqûre des insectes serait un « aiguillon, qui excitât ces paresseux ensevelis dans le somme et le vin, pour s'en aller à leurs besognes et affaires publics, ou pour s'adonner à l'etude des choses honnêtes, comme à la contemplation des choses hautes, ou pour chanter les louanges de leur Créateur. » L'étude « scientifique » de la création débouche ainsi inévitablement sur « une louange du Créateur, en contrepoint de l'aristotélisme, de l'épicurisme et du manichéisme qui livrent l'univers soit au hasard soit au combat incertain du Bien et du Mal. » Ainsi donc, « Dieu est l'objet véritable » d'un traité qui est marqué à la fois par « une volonté de rupture avec le principe de causalité, par l'anthropomorphisme et par les mythes. »
Le Théâtre a été beaucoup moins populaire que les autres ouvrages majeurs de Bodin. Sur le plan scientifique, il n'arrive pas à la hauteur des travaux de philosophie de la nature que produiront au siècle suivant Kepler, Mersenne ou Gassendi, même s'il a été davantage lu et discuté, en son temps, que ceux-ci. On lui a reproché son orientation systématiquement anti-Aristote et pro-judaïsme. Toutefois, si la critique est particulièrement négative en France, il en va autrement en Europe centrale, où l'ouvrage deviendra une référence courante. En totalisant les éditions latines et française (1596, 1597 et 1605), présentes dans les grandes bibliothèques, Ann Blair a pu localiser 314 exemplaires de cet ouvrage dans vingt pays différents, ce qui atteste sa vaste diffusion.
En raison de son faible intérêt pour les mathématiques, de son attachement à un savoir livresque et de son respect pour les opinions communément admises, Bodin n'a pas su fonder sur des bases scientifiques son projet de philosophie naturelle, comme le feront Francis Bacon et Descartes dans la génération suivante. À la différence de ces derniers, il n'était pas d'abord motivé dans ce projet par l'avancement de la connaissance, mais voyait dans la philosophie naturelle un moyen de dépasser les antagonismes politiques et religieux de son époque dans une admiration partagée pour la Création divine — tout en trouvant dans la nature une « vaste collection d'informations intéressantes et utiles à organiser et à transmettre. »

### Fonction de la religion

#### Une nécessité politique
La religion est indispensable pour maintenir la cohésion de la société et Bodin consacre de longs passages de la République à cette question. S'appuyant sur l'historien grec Polybe, il insiste sur la nécessité du lien religieux : « Et d'autant que tous les Atheistes mesmes sont d'accord, que il n'y a chose qui plus maintienne les estats, et Republiques, que la religion, et que c'est le principal fondement de la puissance des Monarques, de l'execution des loix, de l'obeissance des sujets, de la reverence des magistrats, de la crainte de mal faire et de l'amitié mutuelle envers un chacun, il faut bien prendre garde qu'une chose si sacree, ne soit mesprisee ou revoquee en doubte par disputes : car de ce point là dépend la ruine des Republiques. » Selon un commentateur contemporain, cette façon d'instrumentaliser le fait religieux comme outil de paix civile et d'obéissance aux lois revient à donner à la religion « un rôle dégradé » et relève d'« une vision machiavélique de la politique. »
Il s'ensuit que le Prince doit éviter de prendre parti et ne pas encourager les querelles religieuses : « Mais la religion estant receuë d'un commun consentement, il ne faut pas souffrir qu'elle soit mise en dispute : car toutes choses mises en dispute, sont aussi revoquees en doubte […] Et s'il n'est pas licite entre les Philosophes, et Mathematiciens, de mettre en debat les principes de leurs sciences, pourquoy sera il permis de disputer de la religion qu'on a receuë, et approuvee ? »
S'il s'est attaqué à la sorcellerie, c'est parce qu'il est convaincu que celle-ci est l'œuvre de Satan, dont la fin est de détruire la religion, et par conséquent les États. Il ne lui importe guère, toutefois, qu'il se mêle à la religion des éléments de superstition « car il n'y a religion si superstitieuse qui ne retienne aucunement les hommes ès barrières de la loy de nature, pour obeïr aux peres et meres et aux magistrats, avec une crainte de mal-faire à personne. »

#### LeColloquium heptaplomeres

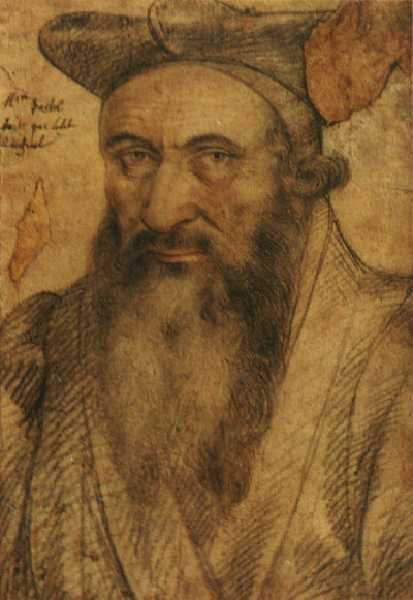
Guillaume Postel (1510-1581), esprit universel spécialisé en langues orientales. Lors de son séjour à Venise, il aurait été témoin d'un débat similaire.

Dans le Colloquium heptaplomeres, probablement rédigé entre 1587 et 1593 mais longtemps resté manuscrit, Bodin met en scène sept sages de diverses religions qui discutent des mérites respectifs de celles-ci. Ces sages de nationalités différentes sont réunis chez le catholique Paul Coroneus à Venise, alors ville cosmopolite par excellence. Le juriste calviniste Antonius Curtius et le mathématicien luthérien Fridericus Podamicus défendent la réforme protestante, tandis qu'Octave Fagnola, jadis chrétien captif chez les Turcs et converti à l'islam, défend celle-ci ; Salomon Barcassius est juif, l'Espagnol Diego Toralba s'en tient à la religion naturelle et Hieronymus Senamus est indifférent aux diverses confessions, qu'il dit pratiquer toutes.
Conçu sous la forme d'un dialogue qui s'étend sur six séances de discussions, l'ouvrage compte six livres et aborde un vaste éventail de thèmes : la nature corporelle ou non des démons, la question de l'éternité ou de la finitude du monde, l'unité de l'esprit, l'opposition entre vérité philosophique et vérité théologique. Les analystes ont tous noté un nombre élevé de répétitions, une structure chaotique, des imprécisions en matière de chronologie, des erreurs de citation d'autant plus étonnantes que la discussion fait grand cas des sources et des différentes corruptions qui peuvent les affecter. Mais ces défauts peuvent être dus au genre du dialogue.
Le thème dominant est celui de l'harmonie entre les participants, harmonie que soulignent des passages poétiques censés être chantés. Les participants font appel à une grande variété d'arguments, puisés dans les mathématiques, le droit, la physique, l'astronomie, la médecine, les sciences naturelles et diverses branches de la philosophie. En dépit des appels à l'harmonie, les désaccords persistent sur plusieurs points, tels la nature du Christ, la valeur de la confession et de l'absolution, etc.
Dès le milieu du XVIIe siècle, Gabriel Naudé a émis l'hypothèse, rapportée par Guy Patin, que ce dialogue était basé sur un dialogue similaire, qui avait réellement eu lieu à Venise entre quatre personnages dont les propos avaient été notés par l'humaniste arabisant Guillaume Postel. Les papiers en question auraient été recueillis dès 1584 par Bodin. Cette hypothèse paraît d'autant plus vraisemblable à son premier éditeur français, Roger Chauviré que, dans le Colloquium, chacun des interlocuteurs possède des traits distinctifs, qui se précisent uniquement à travers leurs interventions respectives.
Les thèses défendues dans cet ouvrage étaient irrecevables à l'époque et Bodin aurait certainement été convaincu d'hérésie si l'ouvrage avait été découvert chez lui. Aussi le manuscrit n'a-t-il longtemps circulé que dans la clandestinité. Les critiques ont accusé Bodin d'être athée, juif ou déiste et, encore aujourd'hui, les commentateurs ne sont pas d'accord sur le personnage censé exposer dans la discussion le point de vue de Bodin.
L'ouvrage est généralement vu comme un appel à la tolérance religieuse, position déjà présente dans la République (IV, chap. VII), qui affirme le danger des querelles religieuses et l'impossibilité d'imposer une croyance en ce domaine.
Parmi ses contemporains, Pierre Charron s'est beaucoup inspiré de son idéal de tolérance dans son Traité de la Sagesse.

#### LeParadoxon

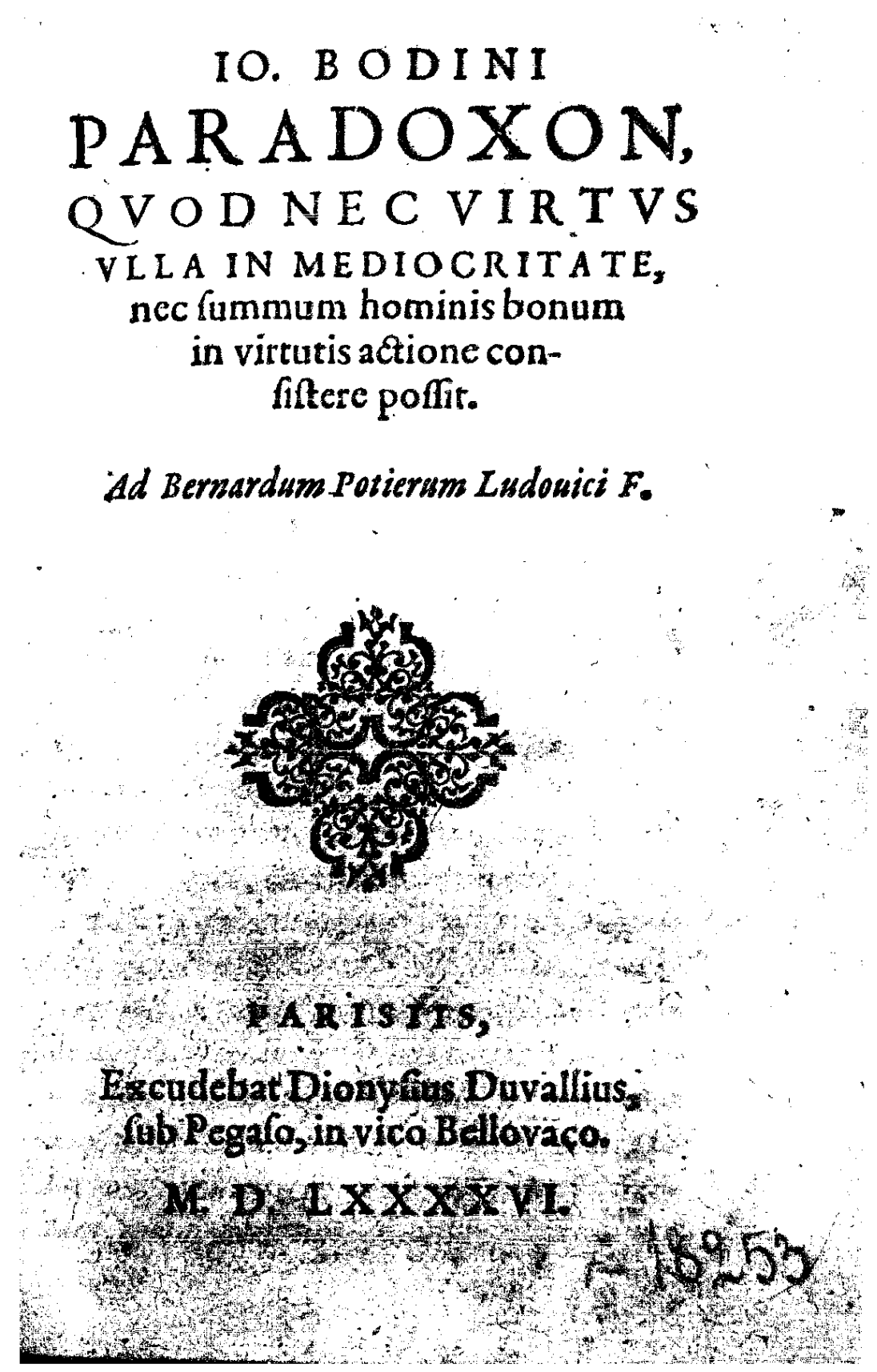
Frontispice de l'édition originale du Paradoxon (1596).

En 1596, Bodin publie en latin le Bodini Paradoxon, un ouvrage religieux majeur, dans lequel il aborde des questions d'éthique et développe le paradoxe selon lequel il n'y a pas de vertu dans la voie moyenne. Selon le critique Paul Rose, Bodin rejette la doctrine catholique des vertus théologales octroyées par la grâce, en faveur de l'« approche judaïsante qui voit dans la foi, l'espérance et la charité des vertus naturelles. » Comme ces idées étaient susceptibles de le conduire au bûcher, Bodin a choisi de s'exprimer de façon extrêmement ambiguë, en multipliant les paralogismes et les affirmations contradictoires dans certains paragraphes. Loin de rechercher dans cet ouvrage une échappatoire philosophique aux guerres de Religion qui ravagaient alors la France, Bodin vise en fait à poser les assises morales de la politique.
La première section du livre traite du problème du bien et du mal et de la justice divine. L'auteur pose ensuite une série de distinctions entre le bien, la fin et le bonheur de l'homme afin de fonder une philosophie morale — différente de la théologie parce qu'elle est accessible par la simple volonté humaine — qui soit à la fois naturelle et religieuse : ces deux caractéristiques ne sont pas antithétiques pour Bodin, compte tenu de son cadre de référence ancré dans une vision « judaïsante». La troisième section examine des vices et des vertus en mettant l'accent sur leur origine naturelle, tout en rejetant la doctrine aristotélicienne de la moyenne ainsi que la distinction entre vertus morales et vertus intellectuelles. La section suivante examine les vertus de prudence, magnanimité, tempérance et justice. Enfin, il présente la sagesse et la charité ou l'amour de Dieu comme les vertus naturelles les plus élevées.

Le colophon de la version latine indique que l'ouvrage a été rédigé au plus fort d'une guerre civile en France et qu'il s'est terminé au début de septembre 1591. Dans la préface de la version latine, Bodin exprime son horreur de la guerre et la nécessité de la repentance afin d'échapper à la vengeance divine, en réglant les différends entre les divers groupes sociaux. Il termine ainsi la préface : 

« Voyant qu'il n'y avait plus de place ni pour les magistrats de la ville ni pour la discipline militaire, je me suis retiré des études légales pour me consacrer à ce genre d'écrit, afin que, si je ne pouvais me dédier à la rédaction des lois et à l'exercice de la justice, je puisse du moins publier quelque chose qui améliorerait les mœurs des hommes. Ce que j'ai fait d'autant plus volontiers que, avançant en âge, j'ai pensé que ce paisible genre de texte me convenait davantage, d'autant plus que, de toutes les disciplines, aucune n'est plus fructueuse que celle qui traite des vertus et des fins du bien et du mal, tout en étant aussi la moins connue et la moins expliquée. »

Il en existe deux traductions françaises : la première est de Bodin lui-même (1598) et la seconde de Claude de Magdaillan (1604).

#### Sa religion intime
La religion personnelle de Bodin était déjà une énigme pour ses contemporains et les historiens continuent à en débattre. Selon certaines sources, il serait mort dans la religion juive, mais cette hypothèse est contestée. Bodin ayant précisé par testament — dernier document écrit de sa main et daté du 7 juin 1596 — qu'il souhaitait une sépulture catholique, il a été enterré dans l'église des Cordeliers de Laon. Il a toutefois été suspecté d'hérésie à plusieurs reprises et trois de ses ouvrages ont été mis à l'index dès 1590 par Sixte V : La Méthode de l'histoire, De la Démonomanie et La République. En raison de ses fréquents changements d'allégeance, sans aucun doute dus au contexte politique, on l'a accusé d'avoir une « religion amphibie ». Soulignant la dimension universaliste de sa pensée, qui apparaît dans toute son œuvre, une critique estime qu'il a combiné « des courants opposés dans sa conception du monde, afin d'arriver à la vraie religion universelle ».
Selon Paul Rose, on peut trouver, cachés dans les écrits de Bodin, des signes de sa conversion à une religion prophétique, voire de la « transfiguration de l'auteur lui-même en prophète », et cette conviction profonde l'aurait persuadé, en 1589, que la Ligue catholique était l'instrument de Dieu pour le salut de la France. Dans le livre IV du Colloquium, Bodin affirme que « la meilleure religion est la plus ancienne […] réunissant la pure vénération de Dieu et les lois de la nature », ce qui pourrait désigner la religion hébraïque selon Lloyd.

### Statut de la femme[197]
Bodin place la femme sous la dépendance du mari. Il invoque, pour fonder la « puissance maritale », la loi naturelle et la parole de Dieu : « Car le commandement, qu'il avoit donné auparavant au mari par-dessus la femme, porte double sens, et double commandement : l'un, qui est litteral de la puissance maritale et l'autre moral, qui est de l'ame sur le corps, de la raison sur la cupidité, que l'écriture sainte appelle quasi toujours femme, et principalement Salomon, qui semble à beaucoup de personnes être ennemi juré des femmes. » Sa misogynie apparaît aussi dans le Théâtre de la nature universelle, comme le fait observer François Berriot.
Sur le plan politique, « rien ne lui apparaît plus nécessaire pour la conservation des Républiques, que l'obéissance de la femme au mari ». Bodin invoque encore la loi naturelle pour s'opposer à la transmission de la monarchie à la femme : « J'ay dit aussi que la Monarchie doit seulement estre devoluë aux masles, attendu que la Gynecocratie est droitement contre les loix de nature, qui a donné aux hommes la force, la prudence, les armes, le commandement, & l'a osté aux femmes. » Dans la République (livre VI, chapitre V), il affirme la nécessité absolue de s'en tenir à la loi salique en raison des troubles qui ne manqueraient pas d'advenir si une femme était sur le trône : « or il n'y a rien qui soit plus dangereux en une Republique, que le mépris de la majesté, de laquelle depend la conservation des loix et de l'état : qui seront foulez aux pieds à cause de la femme contre laquelle il n'y aura jamais faute de moqueries, de contumelies, de libelles diffamatoires et puis de rebellions et guerres civiles ».

Selon un récit rapporté par Bayle, cette position aurait irrité Élisabeth Ire d'Angleterre, qui aurait convoqué Bodin pour le mortifier publiquement : 

« Un autre prétend que la manière peu avantageuse dont Bodin a parlé des femmes au chapitre V du VI livre de la République, lui attira une raillerie fort piquante […] La Reyne Elisabeth, qui en faisoit d'ailleurs pourtant assez de cas, prit plaisir à le faire passer exprès en Angleterre, pour le renvoyer froidement avec ces mots : Bodin apprenez en me voyant, que vous n'êtes qu'un Badin. »

## Réception et influence de laRépublique
L'influence posthume de Bodin tient principalement à la République : « Dans l'histoire intellectuelle de l'Europe du début des temps modernes, Jean Bodin se détache comme une figure majeure et controversée, dont les idées en matière de philosophie morale, de jurisprudence, d'histoire comparée et plusieurs autres continuent d'attirer des recherches universitaires et de susciter des divergences marquées. Bodin est en quelque sorte l'Aristote et le Montesquieu du XVIe siècle. »

### Une diffusion européenne
Au XVIIe siècle, l'ouvrage de Bodin est lu en Italie, aux Pays-bas, en Espagne, dans l'Empire germanique et au Vatican. La pensée de Bodin a fait l'objet de nombreuses interprétations après sa mort. Les uns le voient comme un défenseur de l'absolutisme royal, les autres comme un théoricien de la souveraineté communale (les monarchomaques), d'autres encore comme fondamentalement un constitutionaliste. Sa classification des types d'états a suscité bien des débats, en raison des divers paramètres qui la composent : « la nature de l'État dépend de la nature du détenteur de la puissance souveraine (un seul individu pour la monarchie ; un groupe pour l'aristocratie ; toute la société pour la démocratie), mais en même temps le gouvernement d'une monarchie peut inclure dans la méthode de son administration quelques éléments aristocratiques ou démocratiques. » Ainsi que l'écrit Salmon :

« L'héritage de Jean Bodin n'était pas un legs simple. Au XVIIe siècle, cet héritage prit la forme de l'absolutisme monarchique en France ; pour les théories de la résistance révisées par Althusius, il prit l'allure de la souveraineté populaire ; pour les juristes allemands, il devint un système d'équilibre constitutionnel ; pour Grotius et Pufendorf, il s'associa au droit naturel et produisit une autorité limitée ; en Angleterre, après avoir eu des échos divers, il s'incarna finalement dans les théories de Lawson et de Locke. »

En Espagne, la traduction d'Añastro Ysunza en 1590 est utilisée de façon sélective pour renforcer la position des défenseurs du pouvoir royal, qui était alors disputé entre les représentants des villes, des Cortes et de l'église.

### Contre-offensive de Rome avec Giovanni Botero

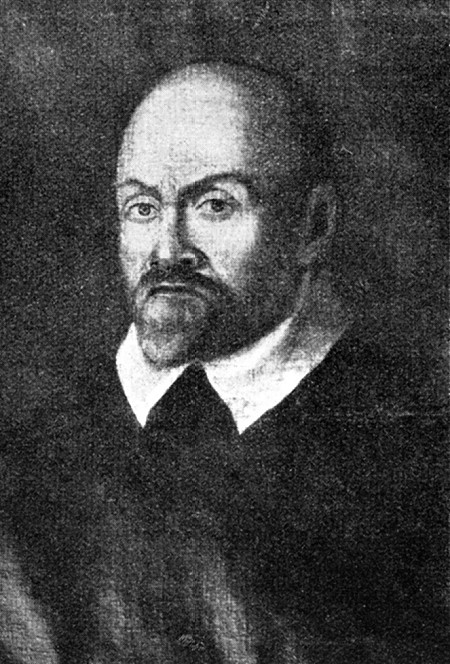
Giovanni Botero (1543-1617).

La notion de souveraineté de l'État mise en place dans Les Six Livres de la République a rallié un groupe de catholiques, « les Politiques », qui y voient une issue aux guerres de religion. À la mort du duc d'Alençon, en 1585, la théorie bodinienne heurte de front le pouvoir de Rome, car elle « implique que l’héritier légitime au trône de France devient Henri de Navarre, un hérétique. » La Curie entreprend donc une offensive théorique afin de proposer une alternative à la notion de souveraineté en conceptualisant sur de nouvelles bases le rapport de l'Église aux États. Dans le sillage du cardinal Federico Borromeo, Giovanni Botero, ancien jésuite et consulteur de la Congrégation de l'Index, contribue à préciser la doctrine de l'autorité pontificale. Botero s'appuie notamment sur la controverse entre Bellarmin et Pierre de Belloy. Au cœur des débats, se trouve la position que Bodin a développée dans le premier livre de la République, où il réfute l'idée que le roi serait sous la dépendance du pape et soutient que le couronnement et le sacre ne sont point de l'essence de la souveraineté, définie comme puissance absolue et perpétuelle d'une République.
Dans cette contre-offensive d'une importance vitale pour l'Église de Rome, le défi pour Botero est de « concilier deux exigences contradictoires : – l’une politique : l’État doit tendre vers le maximum de puissance pour exister ; – l’autre ecclésiastique : la puissance de l’État ne doit pas être telle que l’on ne puisse concevoir une autorité qui lui soit supérieure (en l’occurrence, celle de l’Église) ». Pour résoudre la difficulté, « Botero effectue une opération originale : il place la question économique au cœur même de la pensée politique et de la théorie de l’État. » Il déplace ainsi habilement la question politique du terrain de la souveraineté — où l'avait placée Jean Bodin — pour « la resituer dans le champ machiavélien des rapports de forces. » Le rôle du souverain est d'abord d'assurer le développement économique de l'État, ce qui aura pour effet d'accroître sa propre puissance. Avec les Cause della grandezza delle città (1588), Botero devient ainsi un des premiers penseurs du mercantilisme, en liant étroitement puissance de l'État, développement économique et accroissement de la population.
Dans Le Relazioni universali (1591), Botero propose aussi une vision géopolitique qui reconnaît l'« hétérogénéité constitutive des différents pays, tous caractérisés par une identité anthropologique propre qui est aussi bien un mode de gouvernement » et qui débouche sur « le postulat de l'équilibre des puissances ». En lieu et place du modèle juridico-politique de Bodin, Botero propose donc « un modèle alternatif, un moyen de penser la puissance en échappant entièrement au problème de la définition de la souveraineté temporelle, qui ne peut que faire vaciller l’autorité de l’Église. ». Notons malgré tout que la « racine idéologique » du livre Della Ragion di Stato (1589), qui fait de Botero le premier théoricien de la « raison d'État », se trouve chez Bodin.

### France

#### Une figure majeure
En France, Bodin a été critiqué de son vivant par le juriste Jacques Cujas au nom de la tradition juridique, et par l'humaniste Joseph Scaliger, qui lui reproche d'être « ignorant » et de lui avoir « dérobé des pages entières de son commentaire sur Varron. » En revanche, il est apprécié par Ambroise Paré, Jean de Sponde, François de la Noue, Lancelot Voisin de La Popelinière et Noël du Fail. François Grimaudet s'y réfère dans ses Opuscules politiques et Pierre Grégoire dialogue avec sa République. Bodin est également admiré par Montaigne, dont les Essais témoignent que, non seulement celui-ci avait lu la Methodus, la République et la Démonomanie, mais surtout qu'il avait retiré bien plus d'idées de ces ouvrages que ne le laissent supposer les deux seules références explicites à Bodin. Bodin s'attire aussi des éloges dithyrambiques de Pierre Charron, Charles Loyseau et Gabriel Naudé, fondateur de la Bibliothèque Mazarine. Pierre Grégoire est vu comme un de ses disciples modérés. Au jugement de Pierre Bayle, « il avait à cœur le bien public, la paix et la tranquillité de l'État. »
Au XVIIe siècle, le lettré Gabriel Naudé, dans son Advis pour dresser une bibliothèque (1627) écrit de Bodin qu'il « a esté des plus fameux et renommez de son siecle ». Pierre Bayle estimait, dans son Dictionnaire, qu'il était « l'un des plus habiles hommes qui fussent en France au XVIe siècle. »
Au XVIIIe siècle, Montesquieu fait référence à Bodin dans De l'esprit des lois (1748) et lui reprend notamment la théorie des climats, dans le Livre 14, ainsi que nombre d'autres idées. Jean-Jacques Rousseau le cite dans son article de l'Encyclopédie sur l'économie politique.

#### Bodin et l'absolutisme français

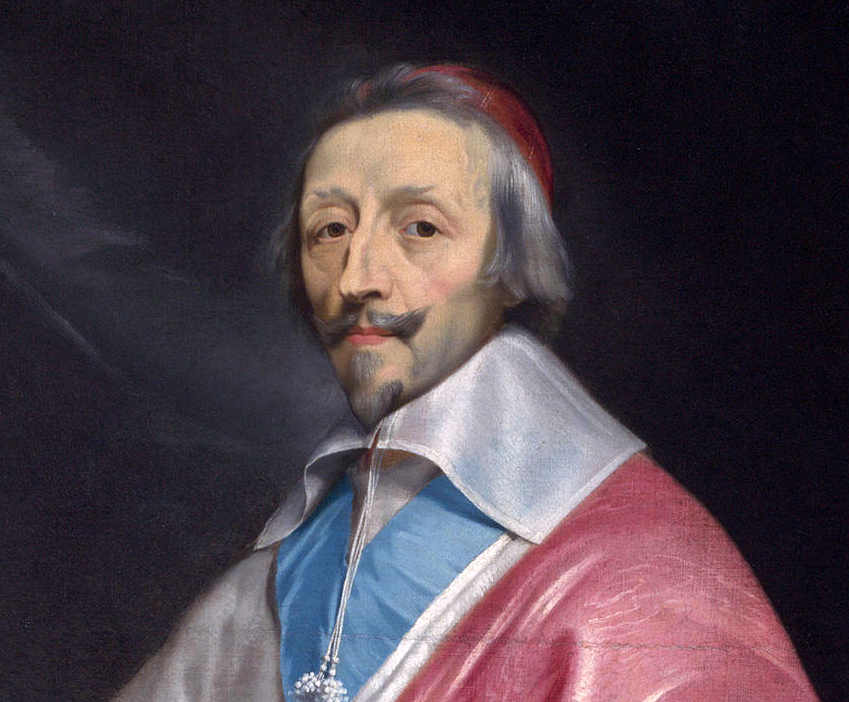
Le cardinal de Richelieu, portrait de Philippe de Champaigne (1633-1640), version de la National Gallery.

Selon Simone Goyard-Fabre, l'étude des attributions des magistratures, telles que les a définies Bodin, ne permet pas de voir ce dernier comme « le doctrinaire de l'absolutisme monarchique », car « souveraineté et magistrature sont l'une et l'autre, au sein d'une hiérarchie fonctionnelle de compétences, des puissances de commandement qui ont leur spécificité. » C'est seulement lorsque la notion de souveraineté élaborée par Bodin, aura été reprise et enrichie par Charles Loyseau, Cardin le Bret et Richelieu, et alliée à la doctrine gallicane du droit divin, qu'elle pourra « servir de substrat à une doctrine de l'absolutisme. » John Locke qui ne possédait pas les ouvrages de Bodin dans sa bibliothèque, mais qui connaissait ses idées avait bien compris qu'au-delà de « l'intention qu'avait eue Bodin de fournir à la monarchie de France de solides assises », la façon dont celui-ci concevait la souveraineté pouvait poser problème. En effet, la souveraineté chez lui est, comme l'avait vu Robert Filmer adversaire de Locke, « une, perpétuelle et absolue » et à ce titre exclut toute forme de gouvernement mixte exigeant des partages de souveraineté.
Si une lecture fine montre que chez Bodin, la souveraineté « quoique absolue n'est pas sans limite », Locke comme d'ailleurs Richelieu et ses juristes ont d'abord retenu que la « souveraineté est une et indivisible ». Or, une telle conception de la souveraineté entraîne nécessairement, selon Locke, que la meilleure forme de gouvernement serait la monarchie absolue – un régime que le philosophe anglais n'apprécie nullement.

### Angleterre

#### Une autorité au cœur des débats
La République a eu plus de retentissement en Angleterre qu'en France. L'ouvrage, qui était déjà discuté à Cambridge en 1580, est traduit en anglais par Richard Knolles sous le titre The Six Bookes of a Common-weale (1606). Durant les règnes de Jacques I (1603-1625) et de Charles I (1625-1649), la République est utilisée comme arme dans les débats politiques, les partisans des Stuart invoquant la théorie de la souveraineté proposée par Bodin pour déclarer que la résistance à la monarchie établie était illégitime. Mais le même ouvrage est également invoqué par les opposants à la prérogative royale, notamment lors du débat parlementaire sur la Pétition des droits en 1628. Lors des guerres civiles opposant la Couronne et le Parlement, dans les années 1640, les théories juridiques et légales de Bodin sont encore invoquées par les parties en lutte pour déterminer de quel côté se trouve le bon droit.

#### Bodin et Hobbes

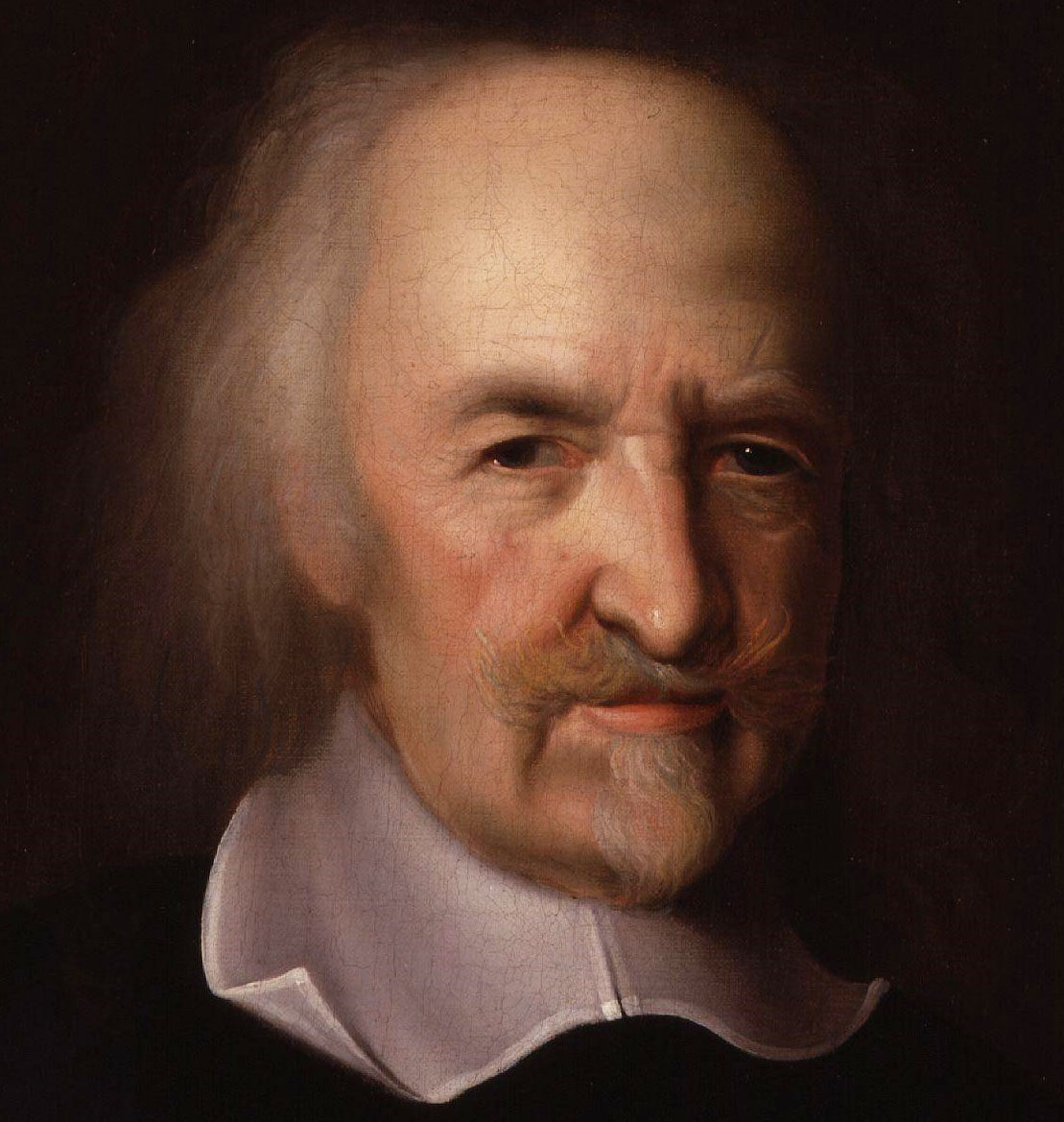
Thomas Hobbes (1588-1679), portrait de John Michael Wright, National Portrait Gallery.

Alors que Hobbes ne cite que rarement les ouvrages de ses contemporains, il accorde ce rare privilège à la République, dont il s'est inspiré pour construire l'illustration complexe qui figure en frontispice de son Léviathan. Cette dernière présente un personnage allégorique dont le corps est recouvert de multiples personnages minuscules évoquant les divers rouages de l'État. Or, Bodin conclut précisément son ouvrage en comparant une République bien ordonnée avec un corps humain : 

« Ce que nous pouvons encore figurer en l'homme, qui est la vraie image de la République bien ordonnée : car l'intellect tient lieu d'unité étant indivisible, pur et simple, puis l'âme raisonnable, que tous les anciens ont séparée de puissance d'avec l'intellect ; la troisième est l'appétit de vindicte, qui gît au cœur, comme les gendarmes ; la quatrième est la cupidité bestiale, qui gît au foie, et autres intestins nourrissant tout le corps humain, comme les laboureurs. »

 Tandis que Bodin fait de Léviathan un symbole du démon, Hobbes en fait un « Dieu mortel » et propose un contraste saisissant entre les connotations généralement attribuées au monstre mythique et la figure souriante du prince.
Selon Germano Bellussi, les différences entre Bodin et Hobbes sont particulièrement évidentes dans la place accordée à l'église, le premier étant avant tout préoccupé par l'établissement d'un ordre politique tandis que le second défend « une thèse théologique ». Il en découlerait, selon cet auteur, que « Bodin nous semble attentif, par-dessus tout, aux intérêts de l'État, et défendre ces intérêts avec des arguments qui font ressortir la richesse des contributions apportées par l'Histoire ; Hobbes au contraire nous paraît caractérisé par une attention prééminente à l'église anglaise, à la lumière d'un choix de croyance absolument prioritaire. »
Selon le même auteur, Bodin serait « à la recherche d'un ordre ancien pour l'appliquer à une société nouvelle, et de cette manière montre sa nostalgie de l'harmonie impériale, et sa disposition à utiliser les instruments provenant de l'histoire du droit ». Au contraire, Thomas Hobbes est « à la recherche d'un ordre nouveau pour l'appliquer à une société qui n'arrive que difficilement à se libérer des contraintes du passé, et de cette manière se présente comme un personnage de rupture plutôt que de médiation. »
Bodin a toutefois ouvert la voie à Hobbes avec la notion de souveraineté, ainsi que le note Gérard Mairet : « Lorsque Hobbes fera inscrire au frontispice de Léviathan la maxime tirée du Livre de Job : Non est potestas super terram quae comparetur ei, il se trouvera de plain-pied sur un territoire tracé et délimité par Bodin. » Mais il faudra que Hobbes articule ce concept avec celui de droit naturel développé par Grotius et celui de contrat social pour véritablement proposer une synthèse cohérente. Ce concept est cependant vicié à la base, selon Jacques Maritain, car « La Souveraineté est une propriété absolue et indivisible, qui ne peut pas être « participée » et qui n'admet pas de degrés, et qui appartient au Souverain indépendamment du tout politique, en tant que droit propre à sa personne. » Or, quand l'État est conçu comme une personne morale et donc comme un tout, il est destiné à « absorber entièrement le corps politique et il jouit du pouvoir suprême en vertu de son propre droit naturel et inaliénable, et dans son propre intérêt final. »
La République envisagée par Bodin se distingue toutefois de celle de Hobbes au moins sous deux aspects. D'une part, la puissance du souverain est limitée par la loi naturelle et divine, à laquelle il est censé se conformer, ce qui n'est pas le cas dans le système de Hobbes. D'autre part, les interactions sociales chez Bodin sont idéalement placées sous le règne de la « justice harmonique », qui assure une concorde et une complémentarité qu'on ne trouve pas dans les formes géométrique et arithmétique de justice, de sorte que « d'un si bel ordre [de justice harmonique] résultera une douce et plaisante harmonie des uns avec les autres et de tous ensemble. »

### Nouvelle-Angleterre

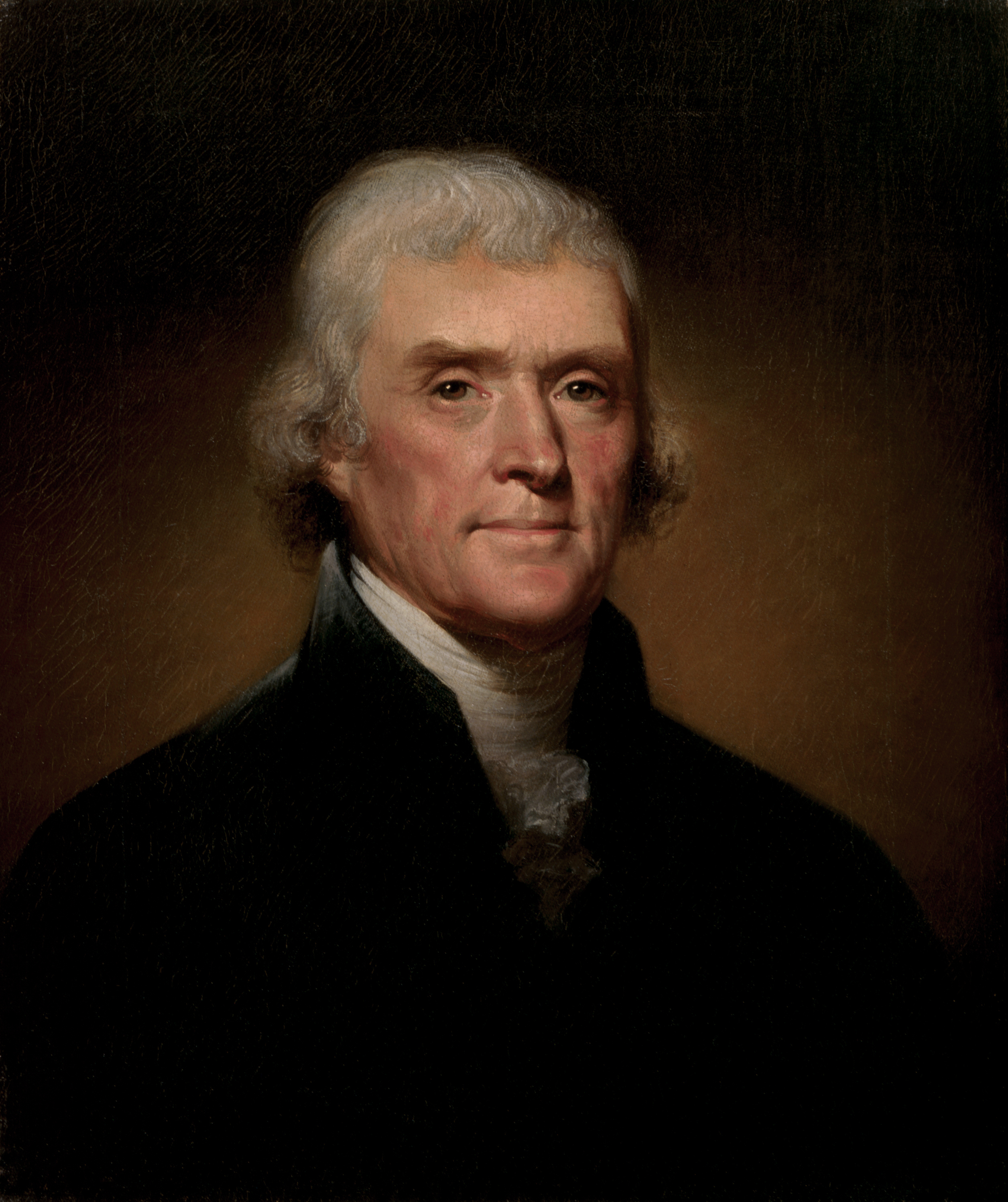
Thomas Jefferson, un des pères de la constitution des États-Unis, possédait un exemplaire de la République de Bodin annoté de sa main. Portrait par Rembrandt Peale (1800), Maison-Blanche.

Les dissidents religieux anglais qui arrivent en Nouvelle-Angleterre sur le Mayflower apportent dans leurs bagages la République de Bodin, comme le montre la présence de cet ouvrage dès 1620 dans les bibliothèques de la région. Les colons puritains ne se contentent pas de posséder cet ouvrage, mais en font une lecture attentive, y cherchant des réponses sur le type de régime qu'ils veulent mettre en place dans leur nouveau pays, tant sur le plan de la gouvernance civile que religieuse. Ainsi, un auteur de l'époque invoque l'autorité de Bodin pour s'opposer à un système de propriété communale telle que proposée chez Platon.
Mais les colons s'en servent surtout pour déterminer les caractéristiques de la souveraineté et le type de constitution idéale qu'ils souhaitent mettre en place au Massachusetts. Ils s'appuient sur Bodin pour clarifier le type d'état et de gouvernement recherché : aristocratique, démocratique ou populaire.
Trois points sont les plus discutés par les colons : (1) quelles relations doivent exister entre le gouvernement et l'administration ; (2) quelles procédures de vote devraient être qualifiées de démocratiques et qui devrait posséder le droit de veto ; (3) par quels mécanismes assurer l'imputabilité de l'administration. L'influent pasteur John Robinson invoque Bodin pour justifier le fait que la gouvernance de l'église soit simplement de type aristocratique en dépit du fait que l'État soit en quelque sorte populaire et démocratique. En 1636, les colons adoptent le principe d'un État de type démocratique distinct de l'église, en prenant pour modèle la République romaine et Genève, deux exemples que mentionne Bodin où un État populaire est doté d'un gouvernement de type aristocratique.
La Bibliothèque du Congrès possède un exemplaire annoté par Thomas Jefferson, utilisé lors de la rédaction de la constitution des États-Unis.

### Limites du concept de souveraineté
Outre les critiques que s'est attiré le concept de souveraineté en raison de son caractère absolu, notamment par Jacques Maritain (ci-dessus), ce concept devient de plus en plus problématique en raison de la forte intégration économique entre les États. Selon divers analystes, « l’idée traditionnelle de souveraineté nationale se dissipe et s’affaiblit » et il devient nécessaire d'aborder l'idée de « souverainetés limitées ou partielles », notamment dans le cas des pays membres de la zone euro, « tant une monnaie commune est contraignante du point de vue économique et politique ».

## Hommages
Le lycée général et technologique des Ponts-de-Cé porte son nom et la citation « Il n'est de richesses que d'hommes » est apposée sur la façade.

### Livres de Jean Bodin

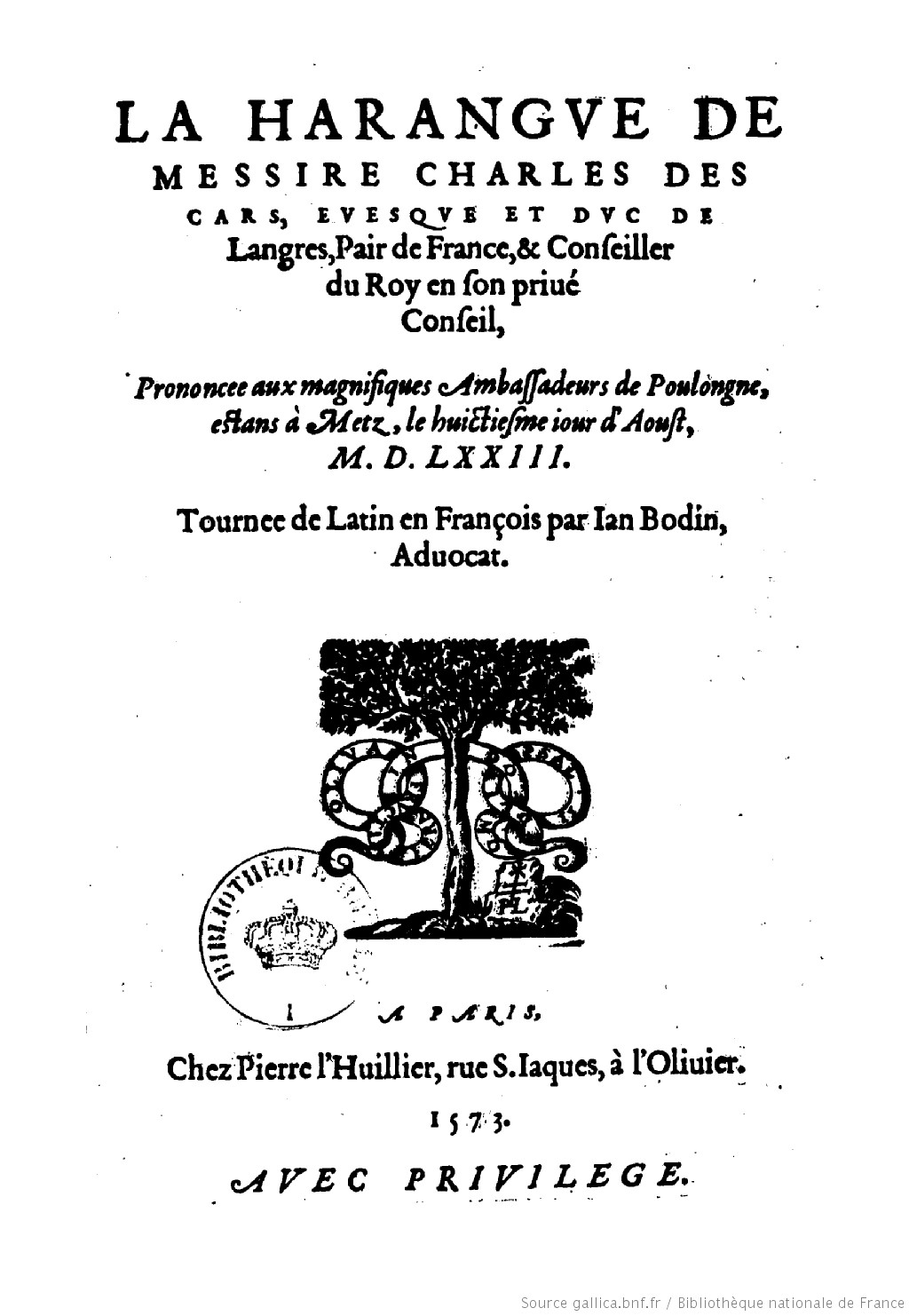
Discours rédigé par Jean Bodin devant les ambassadeurs polonais venus à Metz saluer leur nouveau roi, le futur Henri III. Édition de 1573